# Alkazar w Madrycie
Królewski Alkazar w Madrycie (hiszp. Real Alcázar de Madrid), zwany również Starym Alkazarem (El viejo Alcázar) – kompleks pałacowy, który znajdował się w centrum Madrytu, oficjalna siedziba królewska i administracyjne centrum Imperium hiszpańskiego od czasów panowania Karola I do 24 grudnia 1734 r., kiedy to budowla spłonęła w wyniku pożaru. Obecnie na miejscu Alkazaru wznosi się Pałac Królewski w Madrycie.

## Historia

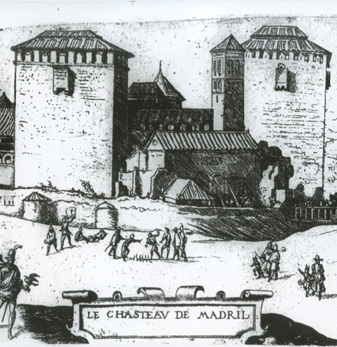
Widok fasady głównej Alkazaru w 1534, szkic Corneliusa Vermeyena

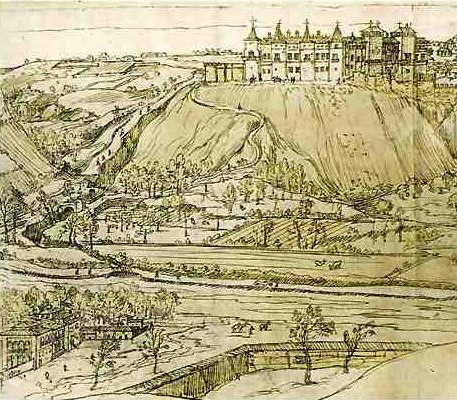
Fasada zachodnia Alkazaru, 1562. W dole widoczny pałac Casa de Campo

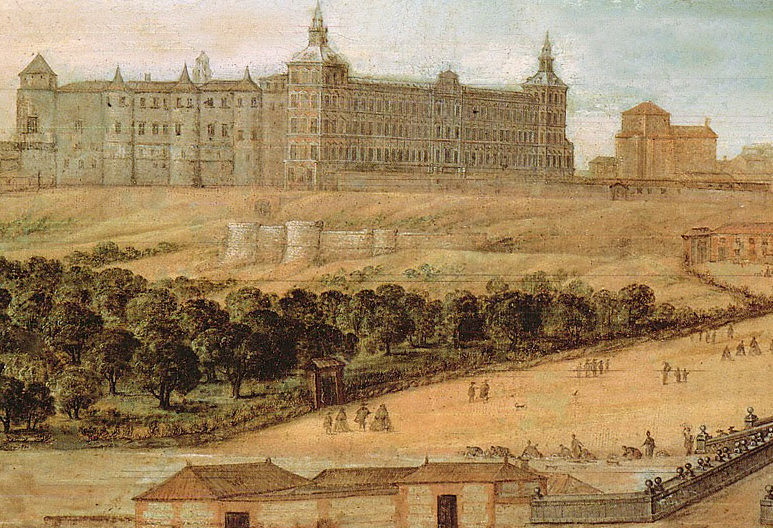
Fasada zachodnia Alkazaru, XVII w

Alkazar znajdował się w miejscu, gdzie w czasach przedarabskich znajdował się zamek madrycki (Castillo de Madrid) z czasów Wizygotów. Budynek ten istniał więc przed założeniem miasta Madryt w początkach 720 r. i ewoluował w czasach po konkwiście arabskiej. Jednakże właściwy Alkazar powstał dopiero pomiędzy 850 a 866, kiedy to na polecenie emira Muhammada ben Abd al Rahmmana wybudowano cytadelę (al-Mudaina) nazywaną al kasr al Mayrit.
W 1083 Alfons VI zdobył zamek w Magerit (Mayrit) i włączył do swego dominium. Kolejni władcy Kastylii przyczynili się do rozwoju budowli zwanej z arabska alkazarem. Szczególnie zasłużyła się w tej materii dynastia Trastámara, której władcy włączyli zamek w system obronny Kastylii i uczynili jedną z ważniejszych fortec broniącej dostępu do zamku w Segowii. XVII-wieczne widoki zachodniej fasady Alkazaru ukazują pozostałości pierwotnej średniowiecznej architektury zachowane w czasie późniejszych przebudów. Charakterystyczne są zwłaszcza trzy półwieże zakończone spiczastymi dachami.
W 1329 r. odbyło się w Alkazarze pierwsze zebranie Kortezów. Henryk III de Trastámara nakazał podwyższenie niektórych wież, a jego syn Jan II ufundował nową kaplicę i bogato zdobioną salę, którą zwano Bogatą Salą (Sala Rica). Zamek był jedną z ulubionych rezydencji Henryka IV, tutaj także przyszła na świat 28 lutego 1462 r. Joanna la Beltraneja. W późniejszych czasach Alkazar ucierpiał w czasie wojny w 1476 r. oraz ponownie w 1520 r. w czasie powstania Comuneros.
W początkach XVI w. rezydujący w pobliskim Toledo dwór królewski często zatrzymywał się w Madrycie w czasie podróży do Valladolid, Burgos, Segowii, czy leżących blisko Madrytu lasów El Pardo i Valsaín. W 1537 r. Karol I podjął decyzję o przebudowie istniejącego zamku. Zatrudnił w tym celu architektów Luis de Vega oraz Alonso de Covarrubias, którzy uczynili z Alkazaru renesansową rezydencję. Powstały dwa dziedzińce zwane dziedzińcem króla (patio del Rey) i dziedzińcem królowej (patio de la Reina), przedzielone pośrodku krużgankiem w którym umieszczono główną klatkę schodową (escalera principal). Oba dziedzińce otoczono krużgankami i ozdobiono granitem.
Za panowania Filipa II kontynuowano przebudowę i adaptację Alkazaru na oficjalną siedzibę monarchy w nowej stolicy Hiszpanii. Przebudową kierował w latach 1561–1598 Gaspar de la Vega. Architekt ten połączył dwie kwadratowe wieże stanowiące dominantę architektoniczną głównej fasady Alkazaru za pomocą krytej galerii. Filip II mając w pamięci wspomnienie swej wizyty w Niderlandach, kazał Juanowi Bautiście de Toledo wybudować wieżę, która swym stylem nawiązywać będzie do budowli Flandrii. Wieża nazywana później Złotą (Torre Dorada) lub Wysoką (Torre Alta), powstała w zachodnim narożniku pałacu w stylu określanym jako flamandzki, choć jedyne co można określić jako flamandzkie w architekturze tej budowli był materiał z jakiego została zbudowana. W Hiszpanii powszechnie stosowano jako materiał budowlany kamień lub wprowadzoną przez arabów cegłę adobe wytwarzaną z jasnej gliny. Z tych też materiałów zbudowany był Alkazar, natomiast Złota Wieża powstała z ciemnej cegły wytwarzanej według receptury krajów północy. Również jej architektura była nowatorska, choć nawiązywała do strzelistych katedr Flandrii była rozwiązaniem hiszpańskim. Juan Bautista de Toledo przebudował także najstarsze partie budowli i niektóre sale oraz podwyższył galerie.
W 1609 na polecenie króla Filipa III architekt Francisco de Mora rozpoczął przebudowę fasady głównej pałacu. Następnie kierownictwo prac przejął Juan Gómez de Mora (1610). Podjęto budowę rozległej fasady zabudowując przestrzeń pomiędzy dwoma kwadratowymi wieżami z XV w. i Złotą Wieżą z wieku XVI.

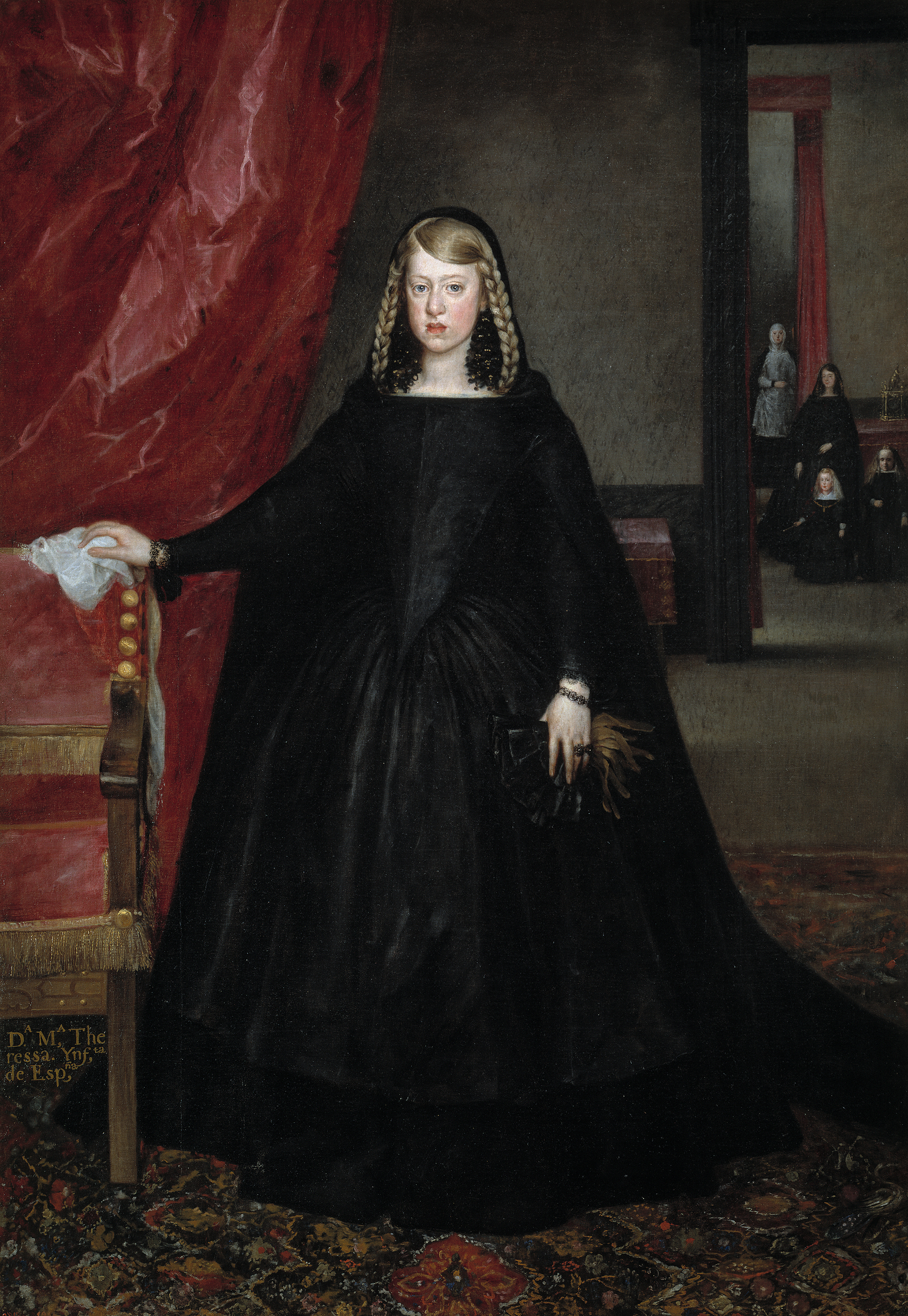
Infantka Małgorzata w Wielkiej Sali (Sala Grande) Alkazaru

Kolejna znaczniejsza przebudowa miała miejsce za panowania króla Filipa IV w 1636 r. Na polecenie króla architekt Juan Gómez de Mora przebudował wszystkie fasady z wyjątkiem zachodniej. Ujednolicono fasadę główną dodając wieżę we wschodnim narożniku pałacu, zamontowano granitowe gzymsy i balkony oraz żelazne balustrady. Za czasów Carlosa Nawiedzonego wieżę we wschodnim narożniku pałacu, symetryczną do Wieży Złotej i zwaną Wieżą Królowej (Torre de la Reina), nakryto spiczastym hełmem.
W pełni ukształtowany Alkazar był budowlą na planie prostokąta z dwoma dziedzińcami – dziedzińcem króla oraz dziedzińcem królowej, przy czym ten ostatni był większy od pierwszego. Brama główna znajdowała się w fasadzie południowej. Pałac zbudowano głównie z miejscowych materiałów – cegieł z gliny pochodzącej z rzeki Manzanares oraz granitów z gór Guadarrama.
W wigilię roku 1734, gdy dwór przebywał w Pałacu El Pardo, w Alkazarze wybuchł pożar. Pierwszymi którzy uczestniczyli w gaszeniu byli bracia z pobliskiego klasztoru San Gil. Uczyniono znaczny wysiłek dla ratowania cennego wyposażenia kaplicy królewskiej. Ratowano również cenne dzieła sztuki niezwykle licznie zgromadzone w pałacu. Na szczęście znaczna część bezcennych obrazów znajdowała się wówczas w pałacu Buen Retiro i innych rezydencjach królewskich. Pożar został prawdopodobnie zaprószony w komnacie niedowidzącego nadwornego malarza Jeana Ranca. Ranc z poświęceniem pomagał w ratowaniu wyposażenia pałacu. Pogrążony w depresji zmarł 6 miesięcy po pożarze.
Wkrótce po tym jak pożar strawił niemal cały budynek, przystąpiono do odbudowy. Król Filip V Burbon, urodzony we Francji, w Wersalu, zapragnął budowli w stylu francuskim i nakazał wyburzenie ruin starego pałacu królewskiego.

## Wnętrza
Stary Alkazar w Madrycie posiadał zarówno ciasne, pamiętające czasy średniowiecza i liczne przebudowy, zakamarki, jak i olbrzymie paradne sale. Wyróżniały się wśród nich Salón de Espejos, Salón Dorado, Sala Grande, Pieza Ochavada, Galería del cuarto del príncipe, Capilla Real, Oratorio de la Reina, Galería del Cierzo i wiele innych.
Surowe niemal klasztorne wnętrza zdobiły cenne dzieła sztuki obrazy, rzeźby i bardzo liczna kolekcja tapiserii flamandzkich. Tapiserie z cyklu dzieje Apostolskie według kartonów Rafaela, wykonane w latach 1605–1629, oraz tapiserie z warsztatu Wilhelma Pannemakera, wykonane ok. 1550 r. i przedstawiające dzieje Wertumnusa i Pomony, zdobią dzisiaj nowy Pałac Królewski w Madrycie.

### Salón de Espejos

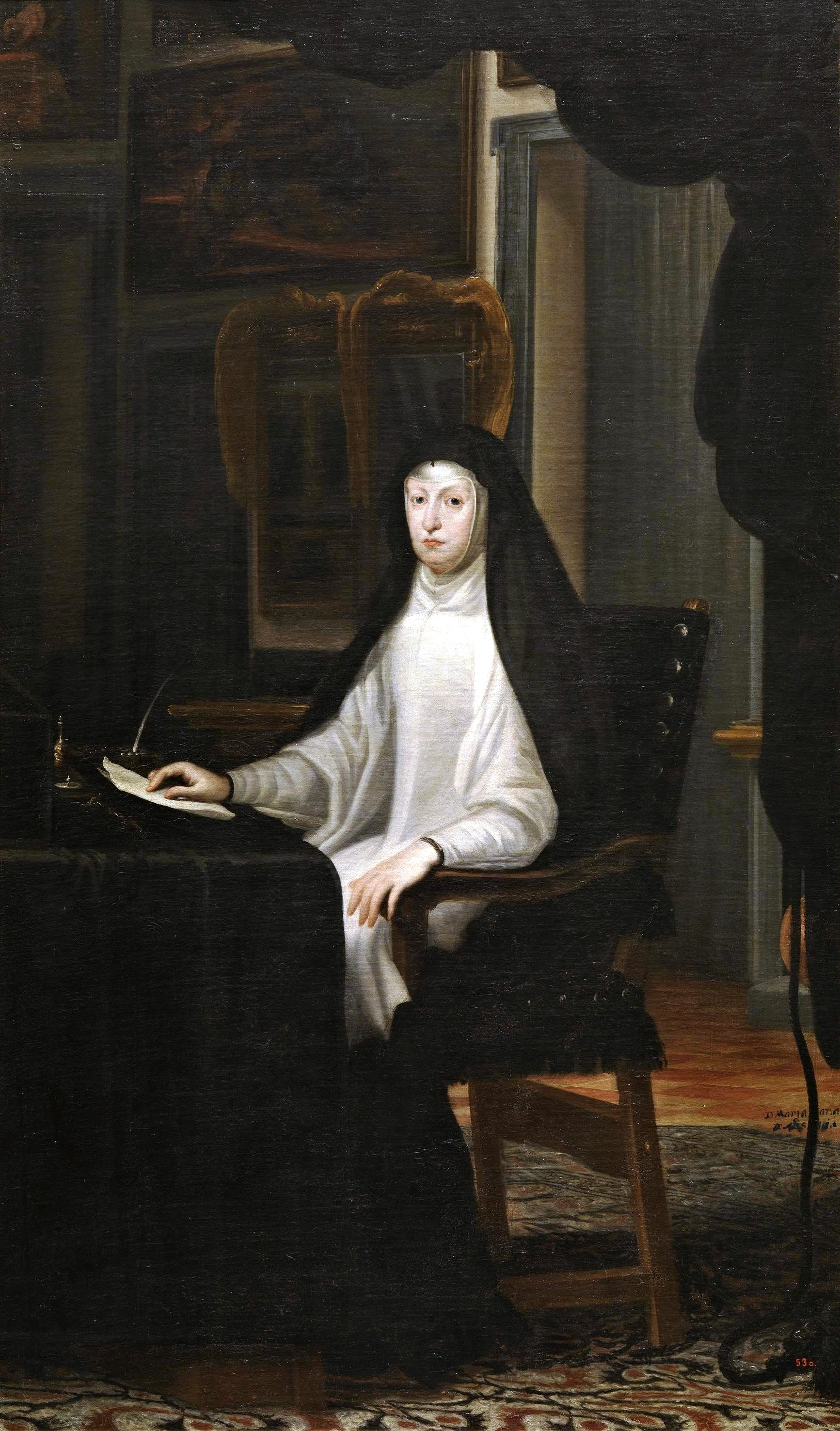
Portret królowej Marianny Austriaczki w Salón de Espejos

Salón de Espejos, czyli sala lustrzana wziął swą nazwę od dużych luster w bogatych złoconych ramach. Komnatę tę nazywano początkowo nowym salonem (Salón Nuevo) lub salonem popołudniowym (Salón de Mediodía). Wisiały tutaj niezwykle cenne obrazy z kolekcji królewskiej, jak chociażby zachowane w Prado:
- Portret Karola V pod Mühlbergiem Tycjana
- Ofiara Izaaka Domenichino
- cykl Czterech Furii Tycjana (zachowały się dwa obrazy Tytios i Syzyf)
- Achilles odkryty przez Odyseusza w domu Likomedesa, Rubensa i van Dycka itp.

W 1658 rozpoczęto prace nad przebudową sali pod kierunkiem Diego Velázqueza, który namalował kilka obrazów do Salón de Espejos. Wisiały tutaj cztery obrazy z serii mitologicznej jego autorstwa Apollo, Adonis i Wenus, Merkury i Argos oraz Amor i Psyche. Główny akcent dekoracyjny stanowiły jednak lwy z brązu (8) symbolizujące królestwo Leónu. Wykonali je wspólnie Mateo Bonarelli i Giuliano Finelli w 1651 r. Zakupione we Włoszech przez Velazqueza, zostały następnie umieszczone jako podstawy stołów-konsoli w sali lustrzanej. Widnieją one na wielu portretach Carlosa Nawiedzonego. Uratowane z pożaru zdobią obecnie podwyższenie tronu w sali tronowej Pałacu Królewskiego w Madrycie oraz stół w Muzeum Prado.

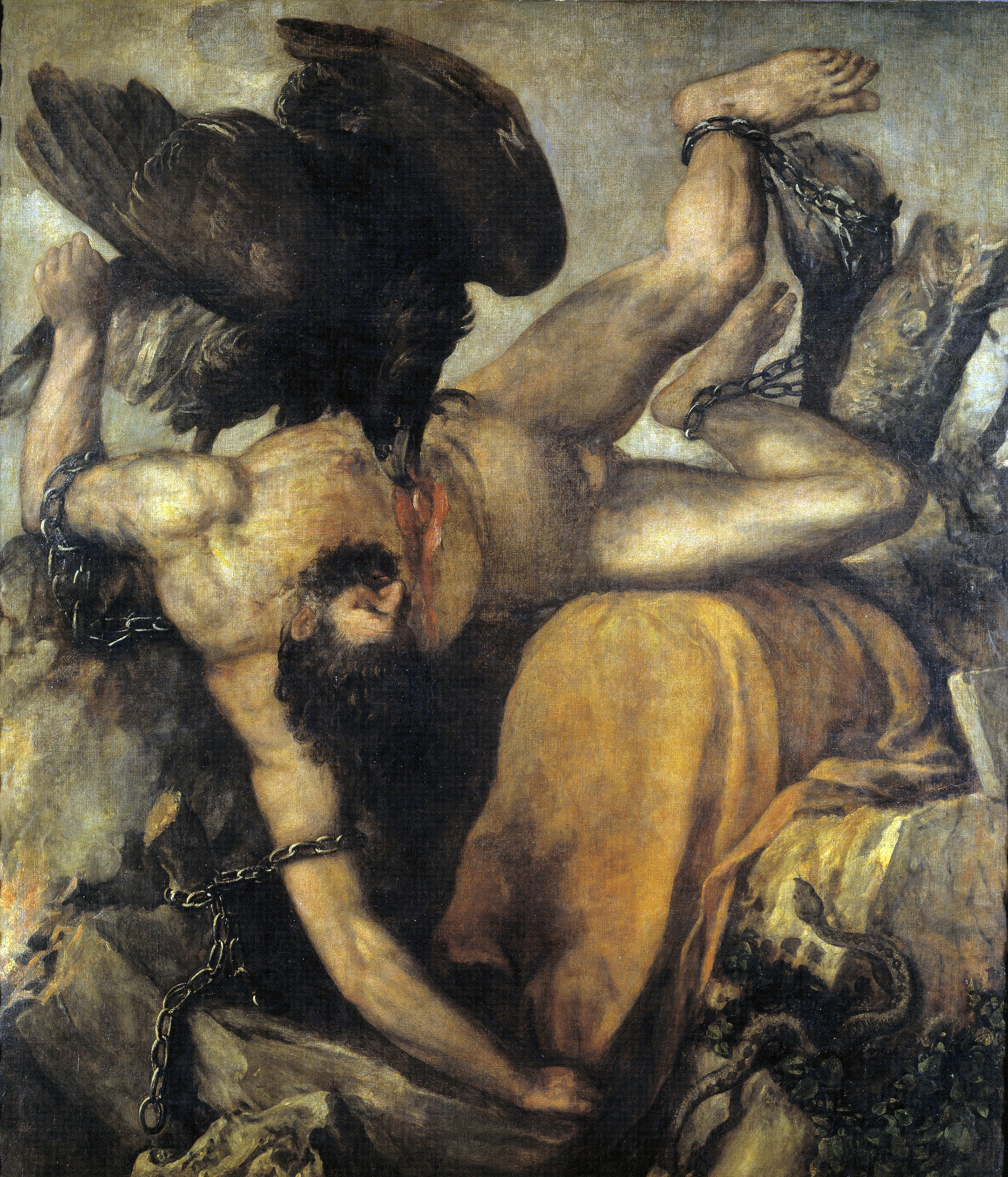
Prometeusz, Tycjan
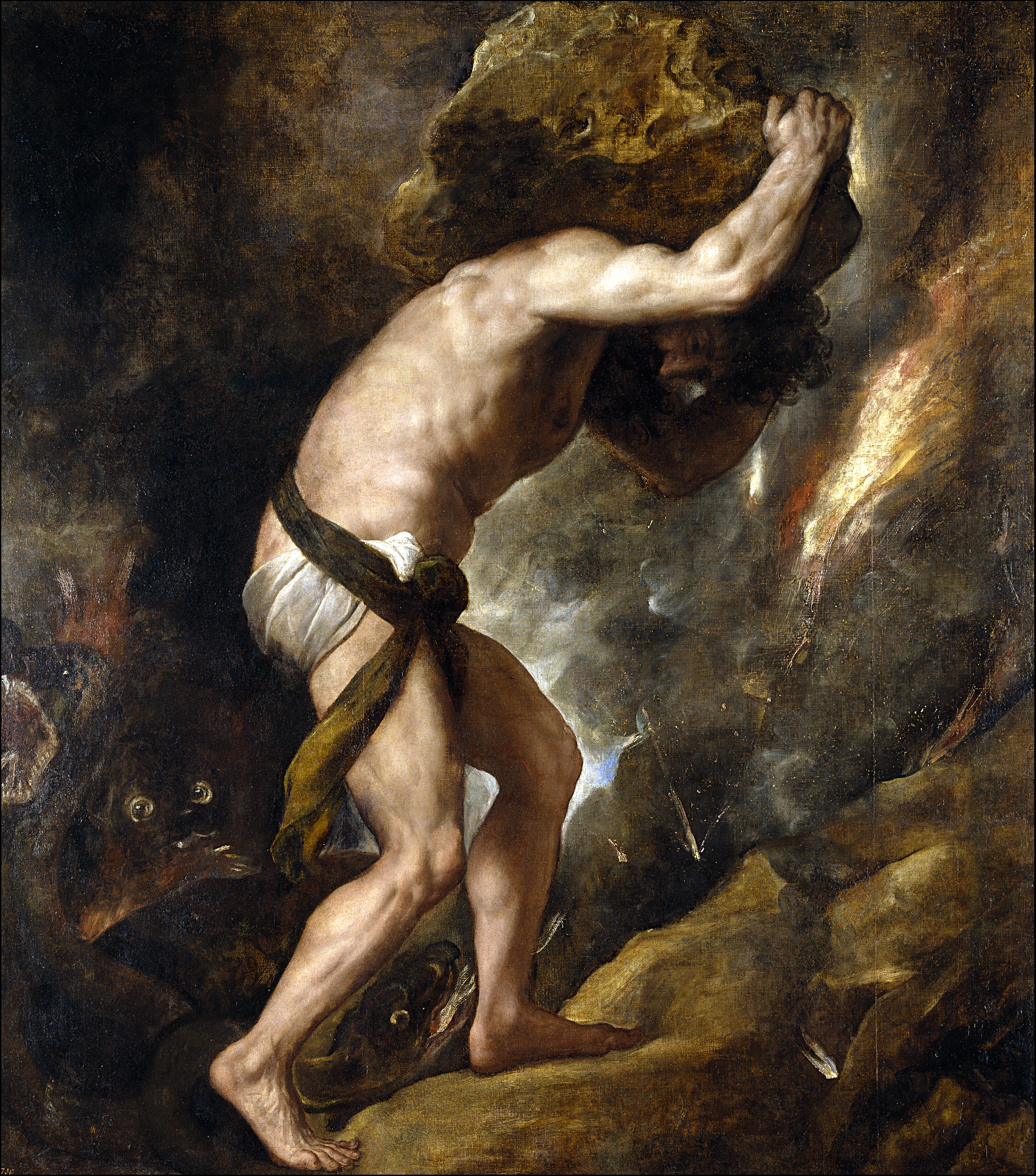
Syzyf, Tycjan
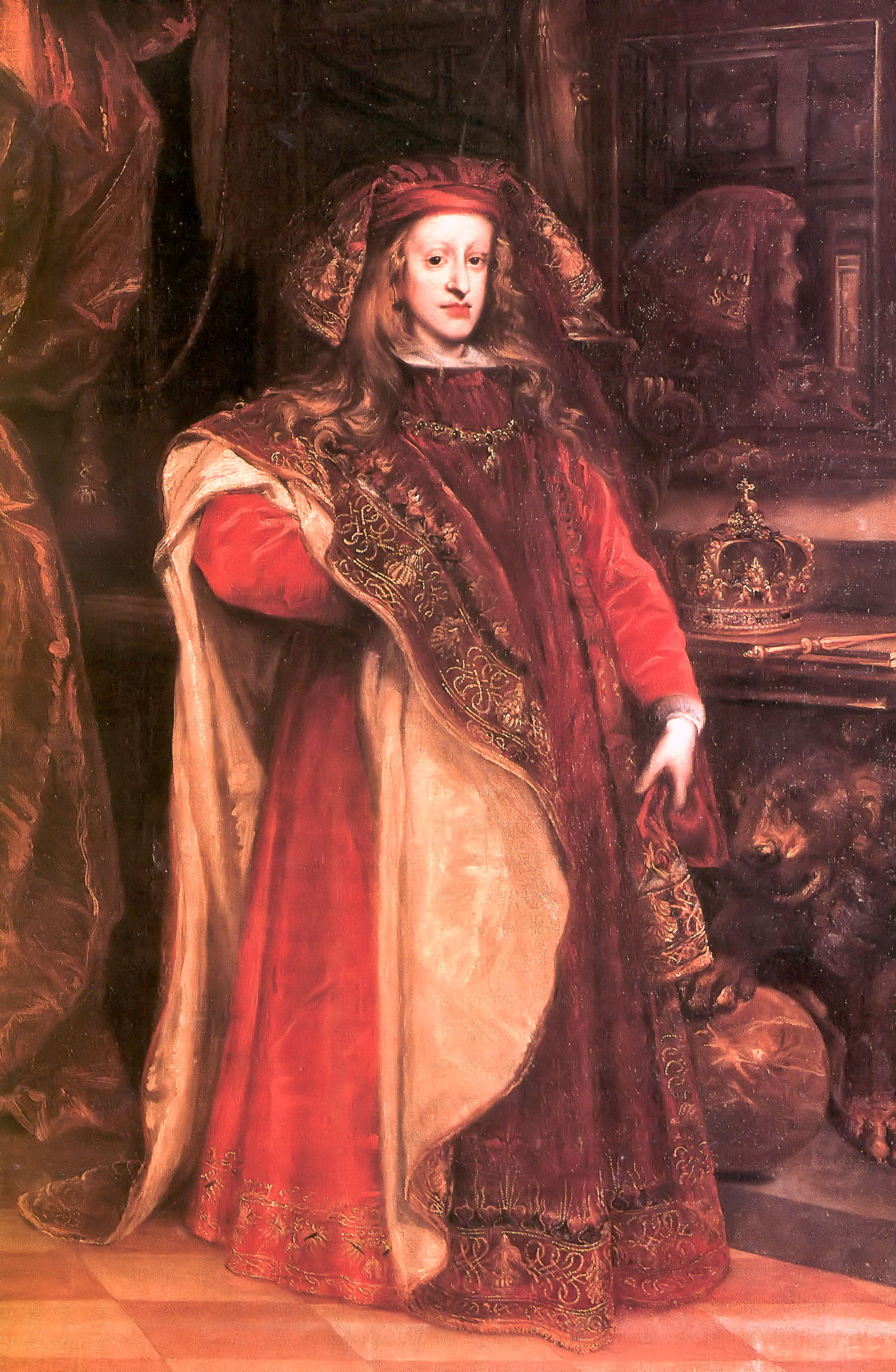
Portret Carlosa Nawiedzonego, Juan Carreño de Miranda
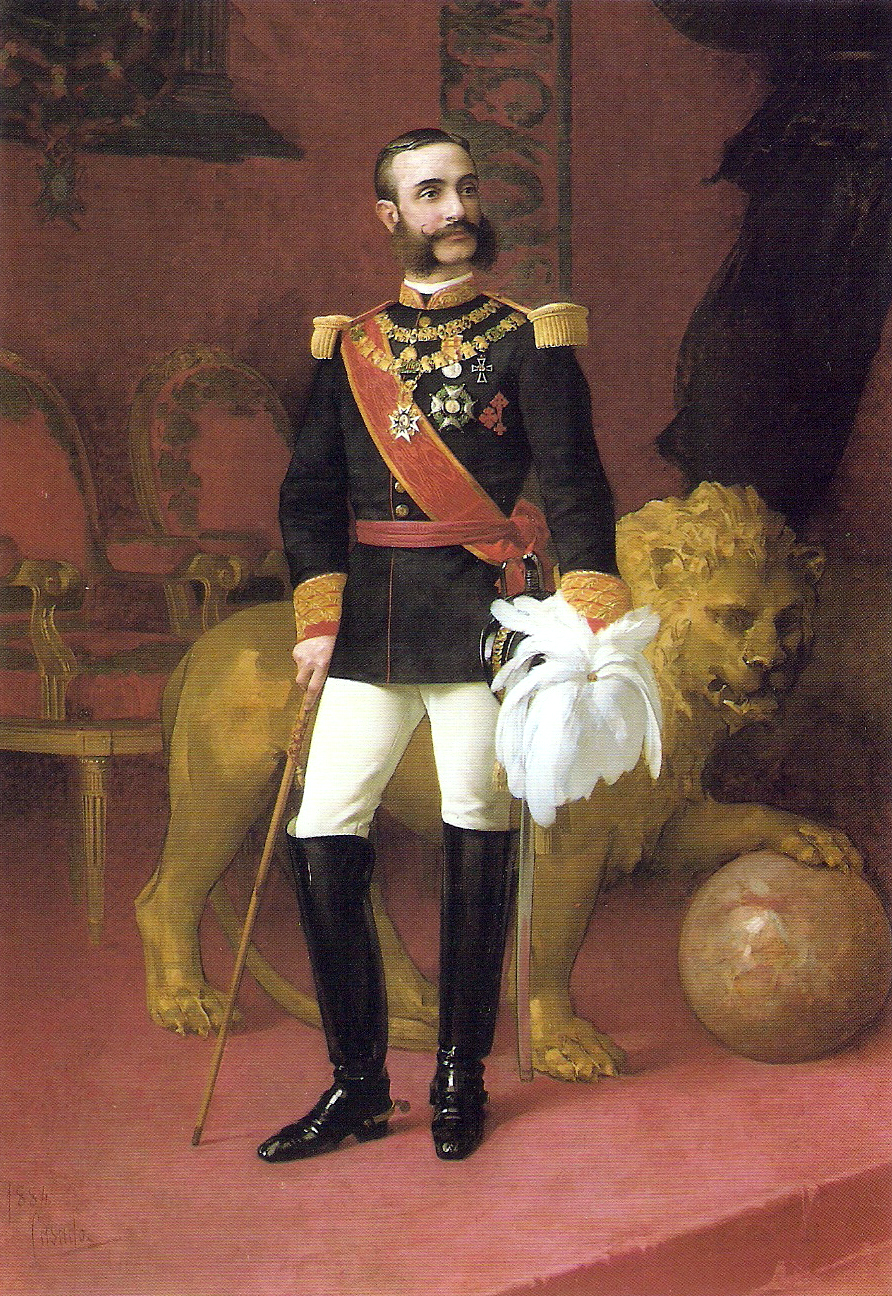
Portret króla Alfonsa XII w sali tronowej Pałacu Królewskiego

### Salón Dorado
Salón Dorado, czyli Salon Złoty zwany również Salą komedii (Sala de Comedias), był miejscem zabaw. Tutaj odbywały się tańce, koncerty i inne fiesty. Ozdobiony był tapiseriami z kolekcji królewskiej.

### Sala Grande

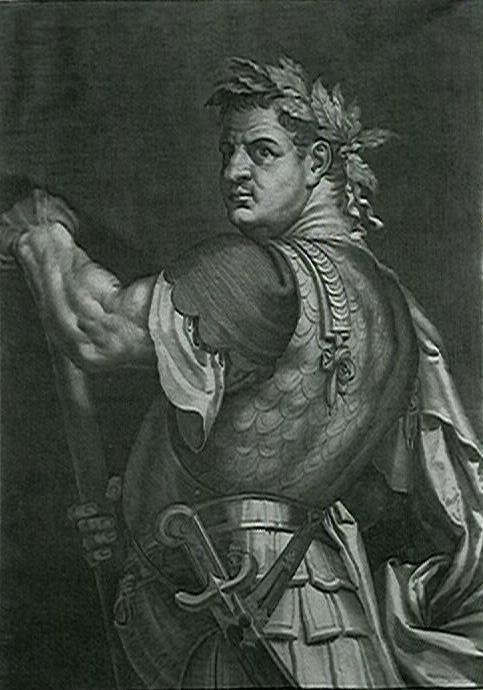
Cesarz Tytus Wespazjan, rycina Aegidiusa Sadelera

Sala Grande była to obszerna galeria w południowo-zachodnim skrzydle pałacu, z której przechodziło się bezpośrednio do Pieza Ochavada i Galería del cuarto del príncipe. Służyła ona jako sala tronowa. Znaczniejszą dekorację sali stanowił wspaniały tron królewski oraz płótna Tycjana z tzw. serii Dwunastu Cezarów. Wszystkie one uległy zniszczeniu w pożarze Alkazaru w 1734 r., zaś cała seria znana jest obecnie ze sztychów autorstwa Sadelera. Obrazy te namalowane zostały pomiędzy 1537 a 1538 r. dla Fryderyka Gonzagi, księcia Mantui. Tam też (w Mantui) podziwiał je nadworny rytownik cesarza Rudolfa II Habsburga, Aegidius Sadeler i wykonał według nich szkice, a następnie ryciny. W 1627-1628 kiedy po wygaśnięciu głównej linii rodu Gonzagów mantuańskich, wystawiono na aukcję ich wspaniałe zbiory sztuki, Dwunastu Cezarów zakupił król angielski Karol I. Natomiast, gdy w 1642 r. wybuchła rewolucja w Anglii i z rozkazu Cromwella zabito króla, jego kolekcja została sprzedana i w znacznej części zakupił ją król Hiszpanii, Filip IV. Wśród nabytych obrazów były również te z wyobrażeniem Dwunastu Cezarów.

### Pieza Ochavada
Pieza Ochavada, czyli Pokój Oktagonalny zwany był tak od ośmiokątnego kształtu sali. Ozdobiono go białymi stiukami. W 1645 r. wkrótce po otrzymaniu stanowiska nadintendenta, malarz królewski Diego Velázquez został zarządcą konstrukcji Pokoju Oktagonalnego.
Pokój zdobiły liczne rzeźby w brązie m.in. alegorie Czterech Cnót (Roztropności, Sprawiedliwości, Umiarkowania, Męstwa) autorstwa Giovanniego Battisty Foggini, wykonane we Florencji i przywiezione do Hiszpanii przez Velazqueza, a także statuy Siedmiu Planet Jacques’a Jonghelincka z ok. 1570 r. Te ostatnie wykonane w Antwerpii, podarowane zostały przez kardynała-infanta Ferdynanda Habsburga, namiestnika Niderlandów, bratu królowi Filipowi IV specjalnie do dekoracji Pokoju Oktagonalnego (wszystkie wymienione rzeźby zdobią obecnie Salę tronową Pałacu Królewskiego w Madrycie). Wystrój komnaty można zobaczyć na Portrecie królowej Marianny Austriaczki w żałobie z 1666 r. autorstwa Juana Bautisty Martineza del Mazo.

### Galería del cuarto del príncipe

Las Meninas

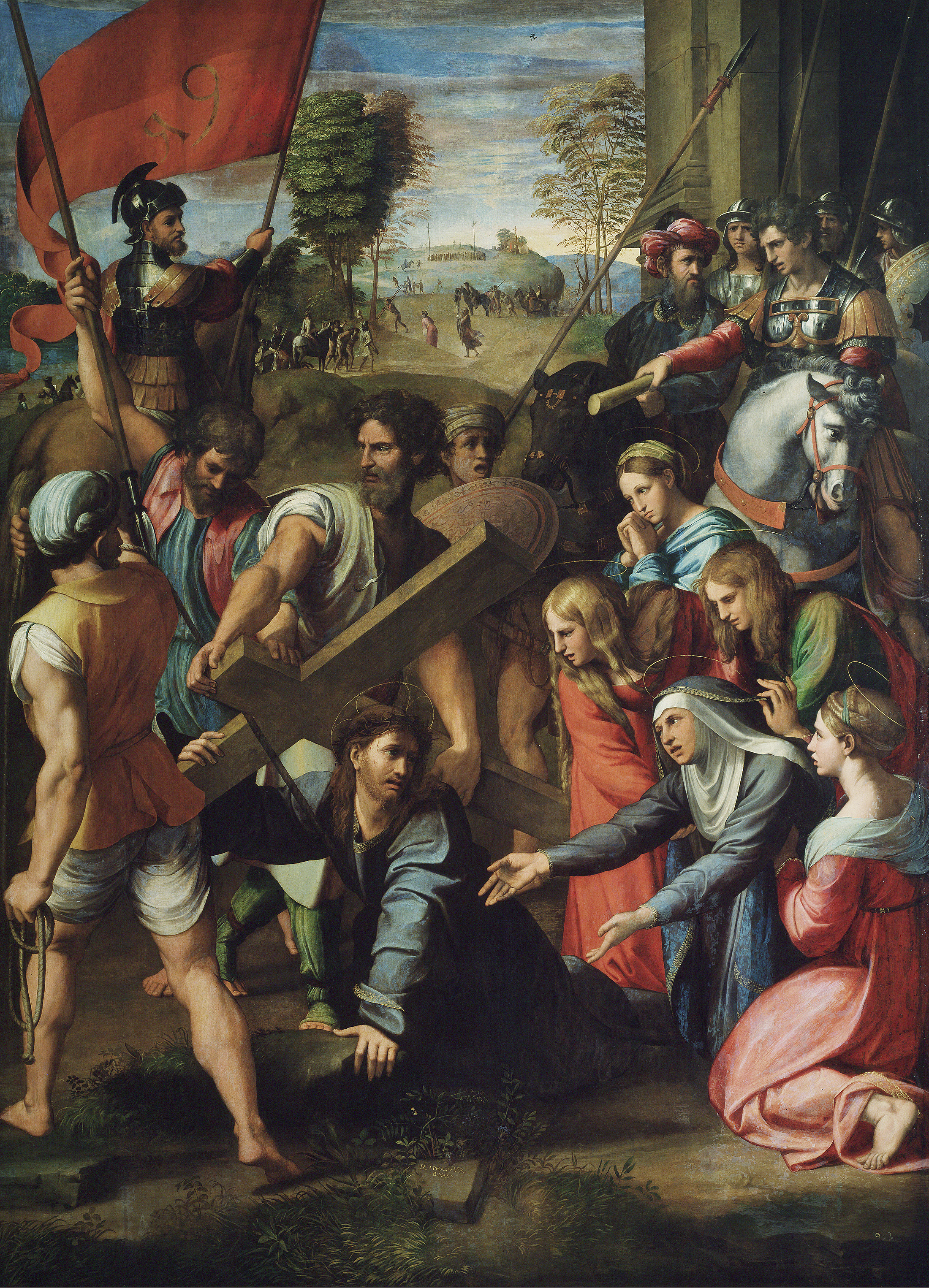
Spasimo di Sicilia, Rafaela

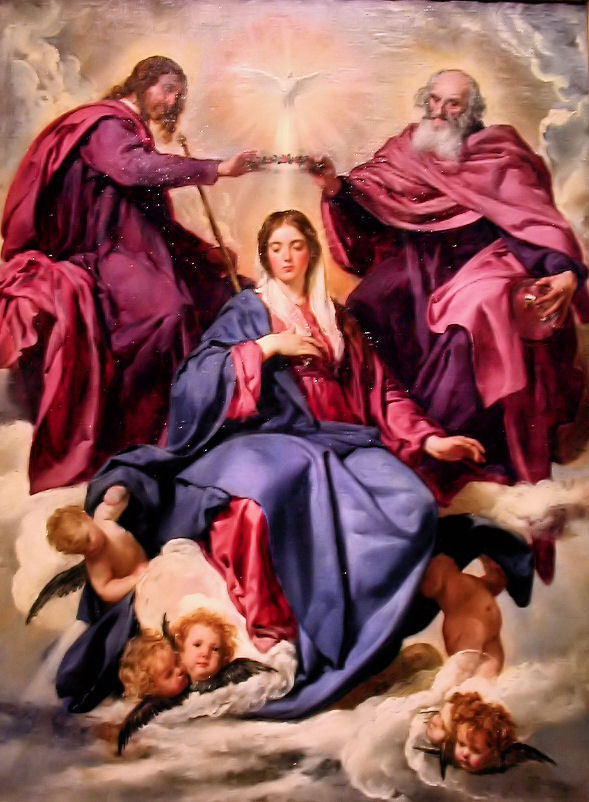
Koronacja Matki Boskiej, Velazqueza

Galería del cuarto del príncipe, czyli galeria apartamentu księcia, nazywana również Galerią króla (Galería del Rey), należała do ciągu pokoi następcy tronu infanta Baltasara Carlosa. Wkrótce po tym jak królewicz zmarł niespodziewanie w 1646 r., salę tę przeznaczono na warsztat dla malarza nadwornego Diego Velázqueza, który umieścił tutaj scenę rozgrywającą się na obrazie Las Meninas. Na surowych, klasztornych z zamierzenia, ścianach wisiały obrazy np. kopie obrazów Rubensa Minerwa i Arachne oraz Jordaensa Apollo i Pan, autorstwa Juana Bautisty del Mazo (widoczne w tle Las Meninas).

### Capilla Real
Capilla Real, czyli Kaplica królewska znajdowała się w samym centrum budowli tuż obok Wielkiej Klatki Schodowej (Gran Escalera). Zasadniczym elementem dekoracyjnym kaplicy były freski wykonane w roku 1699 przez Lucę Giordano (1634-1705). Freski te, przedstawiające Wielki Tydzień ze wspaniałym przedstawieniem Aniołów adorujących Veraicon, zostały zniszczone w czasie pożaru Alkazaru w 1734 r. Wisiał tutaj obraz autorstwa Rafaela – Droga krzyżowa, bardziej znany jako Spasimo di Sicilia (obecnie w Prado), zaś tabernakulum ozdobione kolorowymi kamieniami (pietra dura), wykonał Montini.

### Oratorio de la Reina
Oratorio de la Reina, czyli Oratorium królowej znajdujące się obok sypialni królowej we wschodnim skrzydle pałacu, zdobiło namalowane w 1605 r. płótno Ostatnia Wieczerza, autorstwa Bartolomeo Carducci (1560?-1608) (obecnie w Prado). Najważniejszym akcentem dekoracyjnym był jednak namalowany znacznie później obraz autorstwa Velazqueza Koronacja Matki Boskiej (również w Prado). Obraz ten powstał dla królowej Elżbiety Burbon w latach 1641–1644.

### Galería del Cierzo
Galería del Cierzo, czyli Galeria Cierzo (nazwa suchego i świeżego wiatru), zbudowana została w XVI w. na bazie odkrytej galerii kolumnowej którą następnie częściowo zabudowano. Architektami tej podłużnej konstrukcji usytuowanej przy północnej fasadzie Alkazaru byli Luís de la Vega i Alonso de Covarrubias. Mieściła się tutaj galeria dziwów natury (La galería de las rarezas de la naturaleza). Zdobiły ją portrety królewskich karłów i trefnisiów jak Pejerón, Antonisa Mora, el Loco Morata, Alonsa Sancheza Coello, dwa portrety autorstwa Martína de Aguas, przedstawiające Murzyna i szaloną Catalinę la Portuguesa, a także portrety ulubionej karlicy króla Filipa II i infantki Izabeli Klary – Magdaleny Ruiz oraz olbrzymów Juana Biladon i Juana Núñeza.
Przechowywano tu również odpowiednio spreparowane niezwykłe okazy zwierząt jak „un pájaro extrahordinario” (niezwykły ptak) oraz okazy reprezentujące różne zakątki globu (również zdeformowane), jak „bufano” (bawół) czarny bez rogów oraz niezwykłą kozę górską. Inwentarz z 1636 wymienia szczegółowo wszystkie zebrane przedmioty.

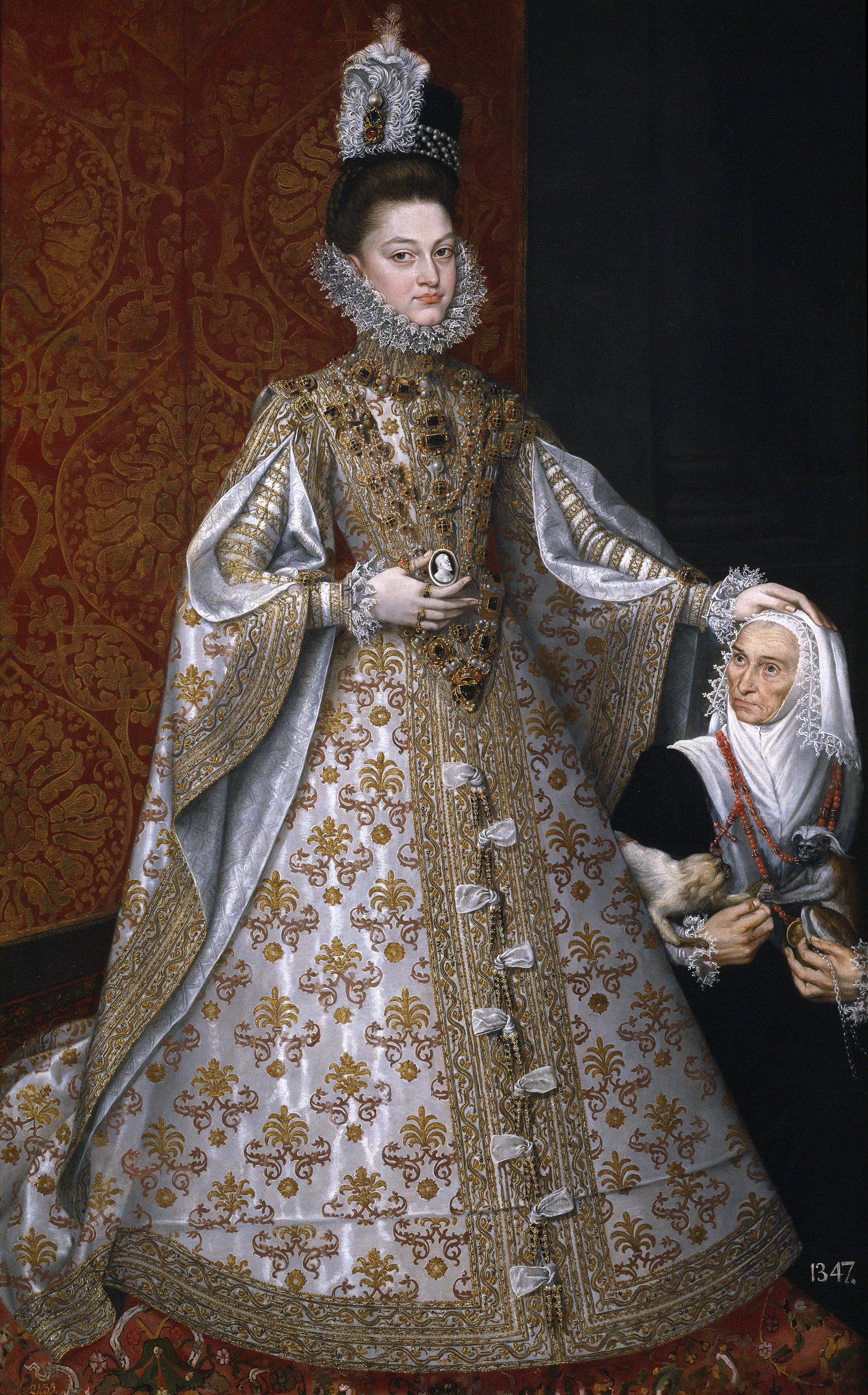
Infantka Izabela z karlicą Magdaleną Ruiz, Alonso Sánchez Coello
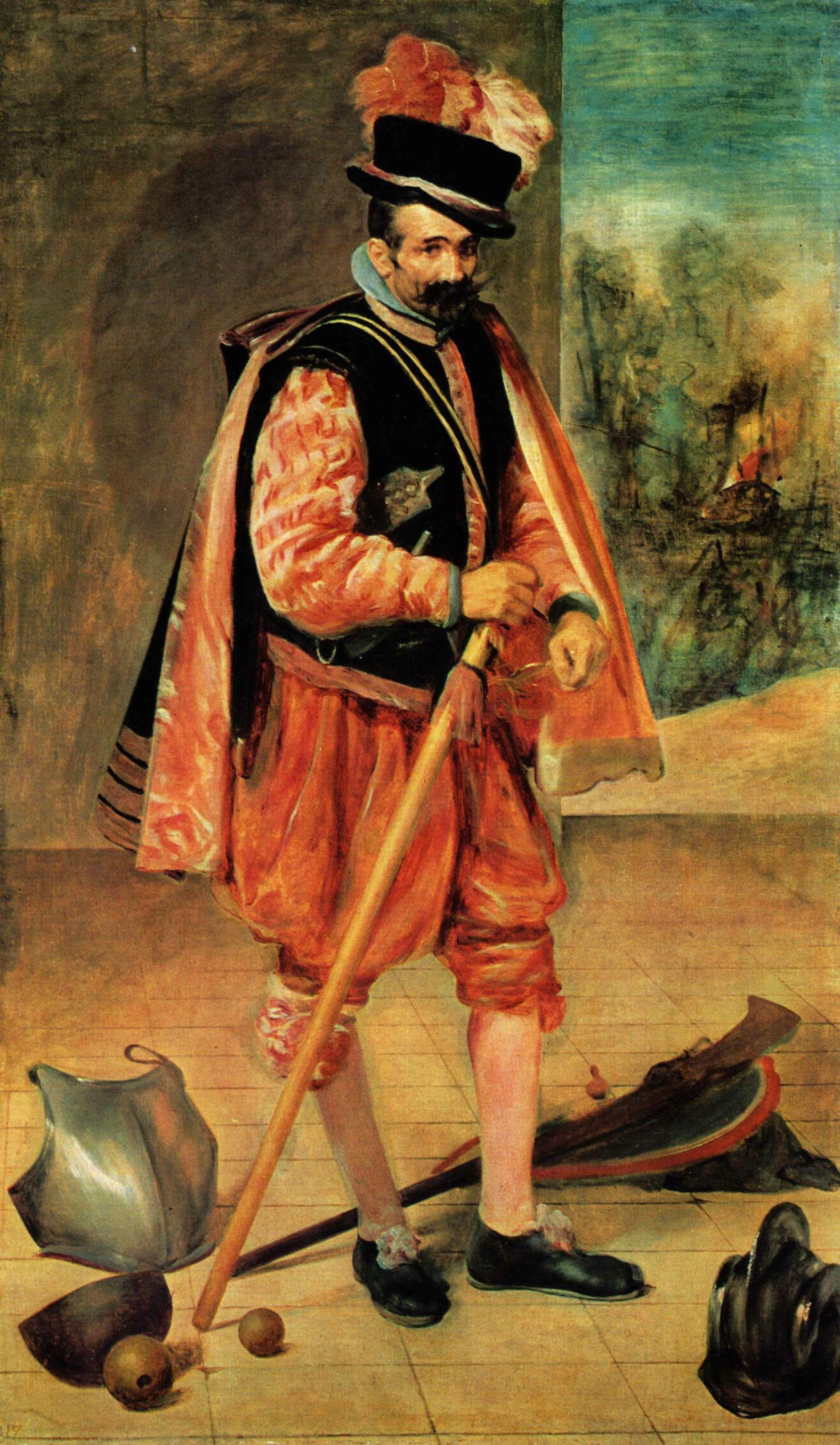
Portret błazna Juana de Austria, Diego Velázquez
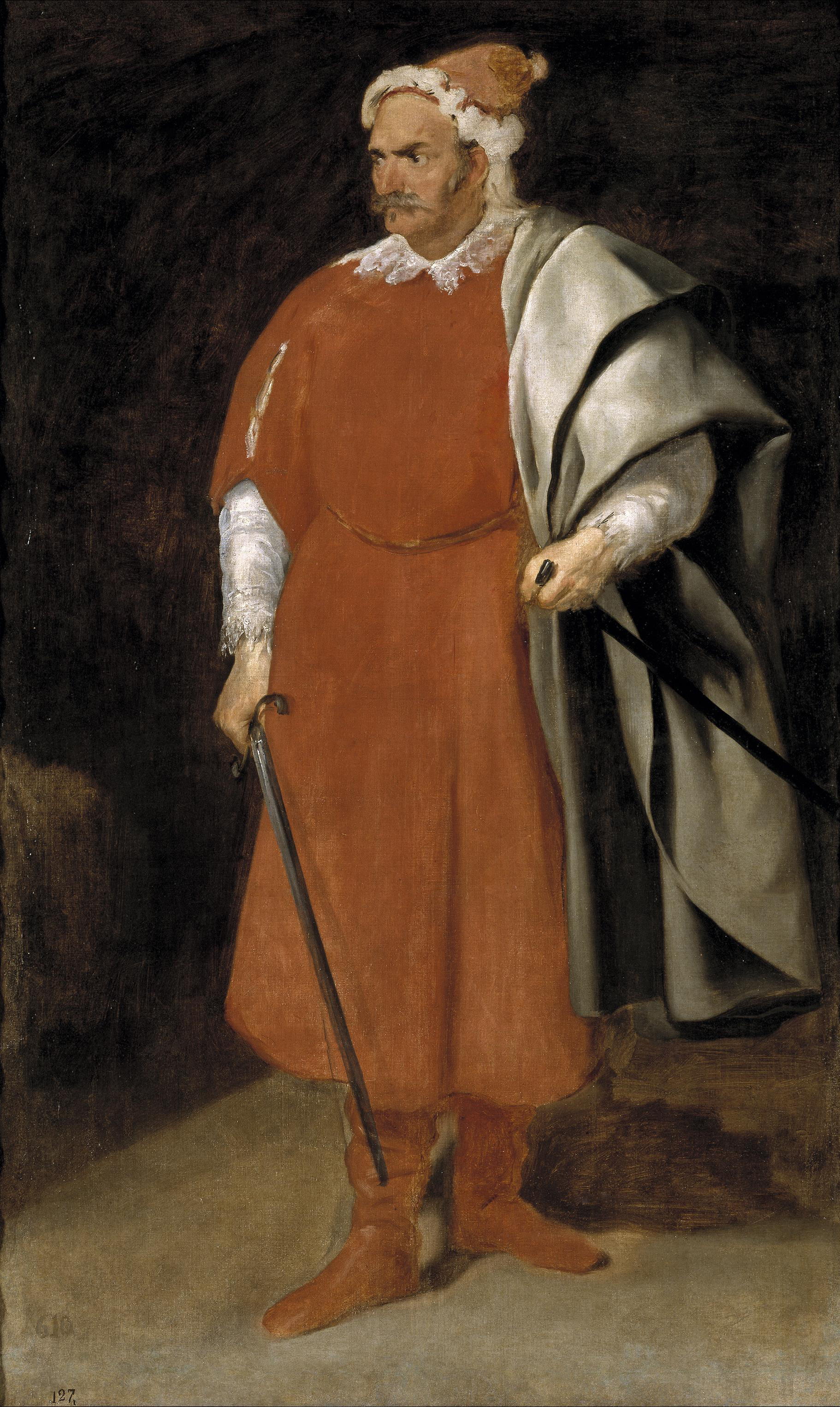
Portret błazna Cristóbala de Castañeda y Pernía, Diego Velázquez
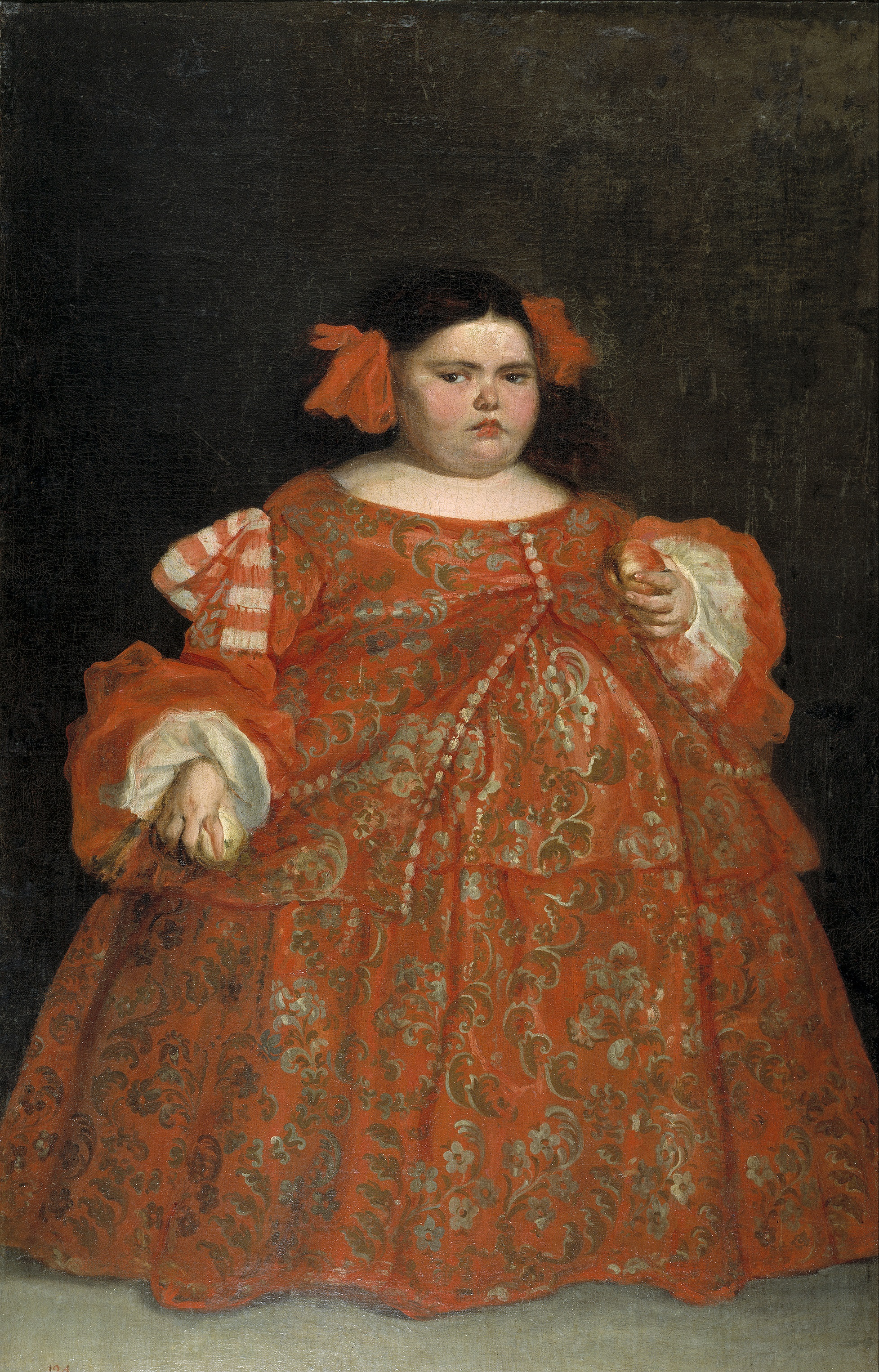
Karlica Eugenia Martinez Vallejo, Juan Carreño de Miranda

## Galeria malarstwa

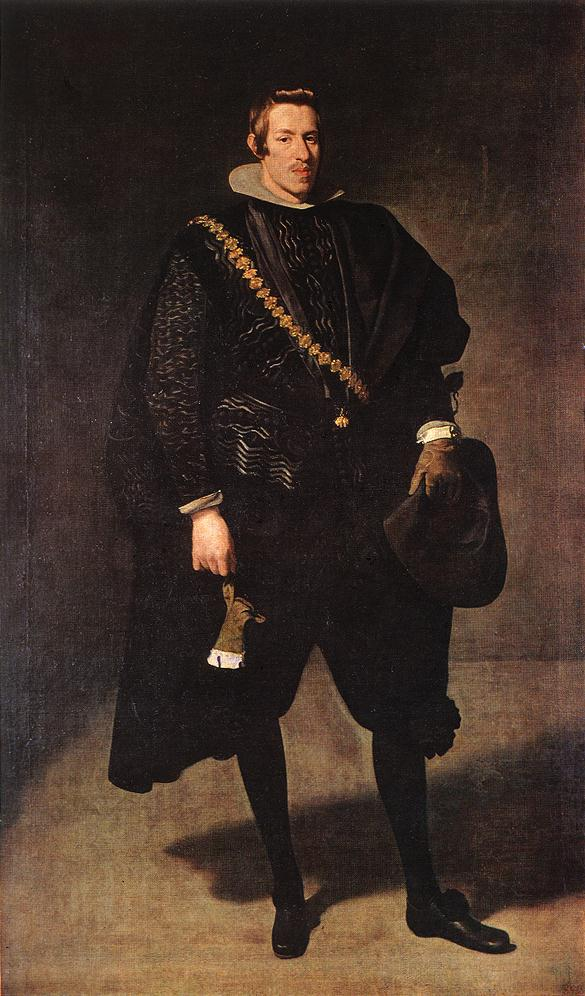
Portret infanta Don Carlosa, Diego Velázquez

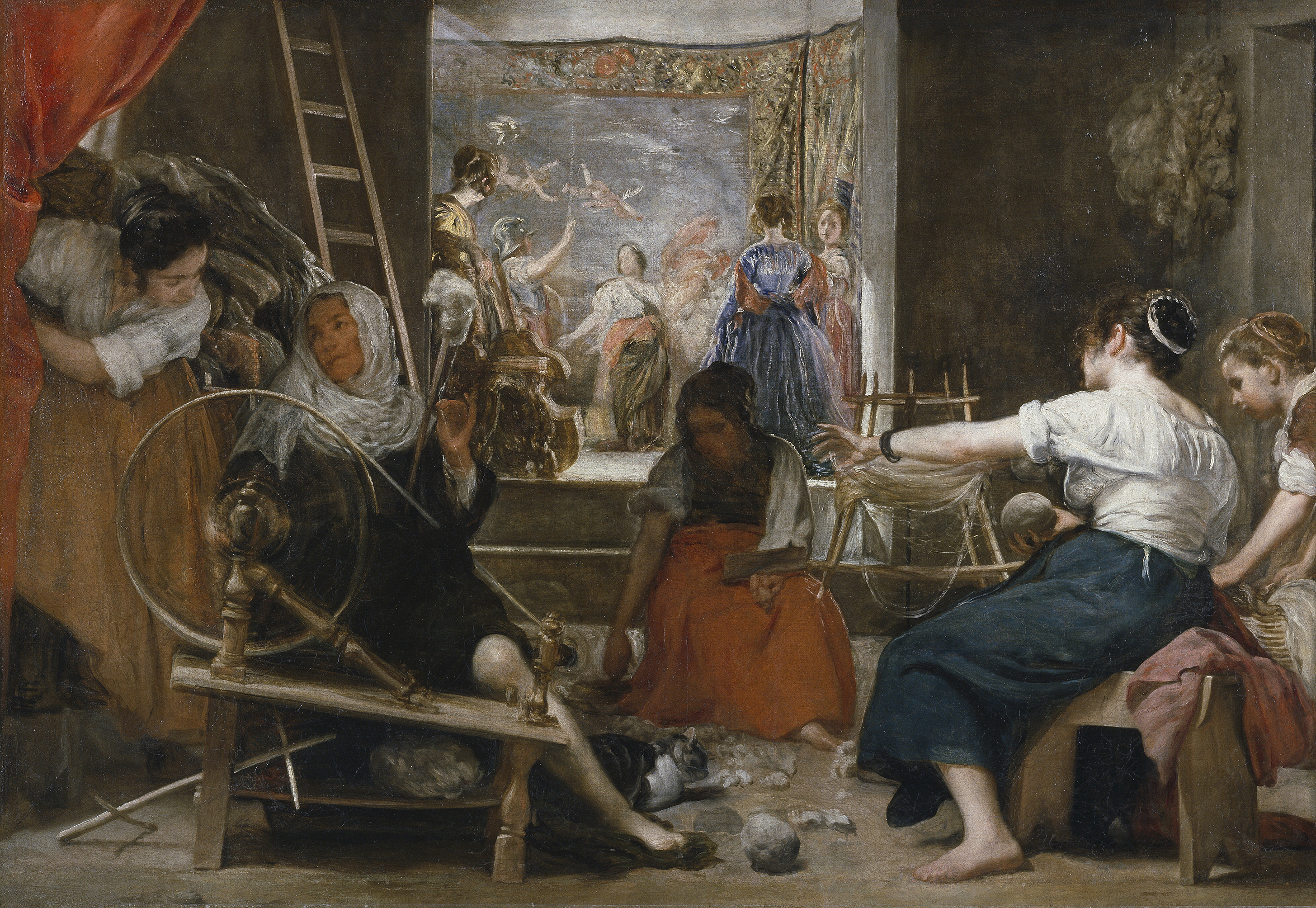
Prządki, Diego Velázquez. Wymieniony w inwentarzu z 1734 r.

Portret Karola V pod Mühlbergiem, Tycjan

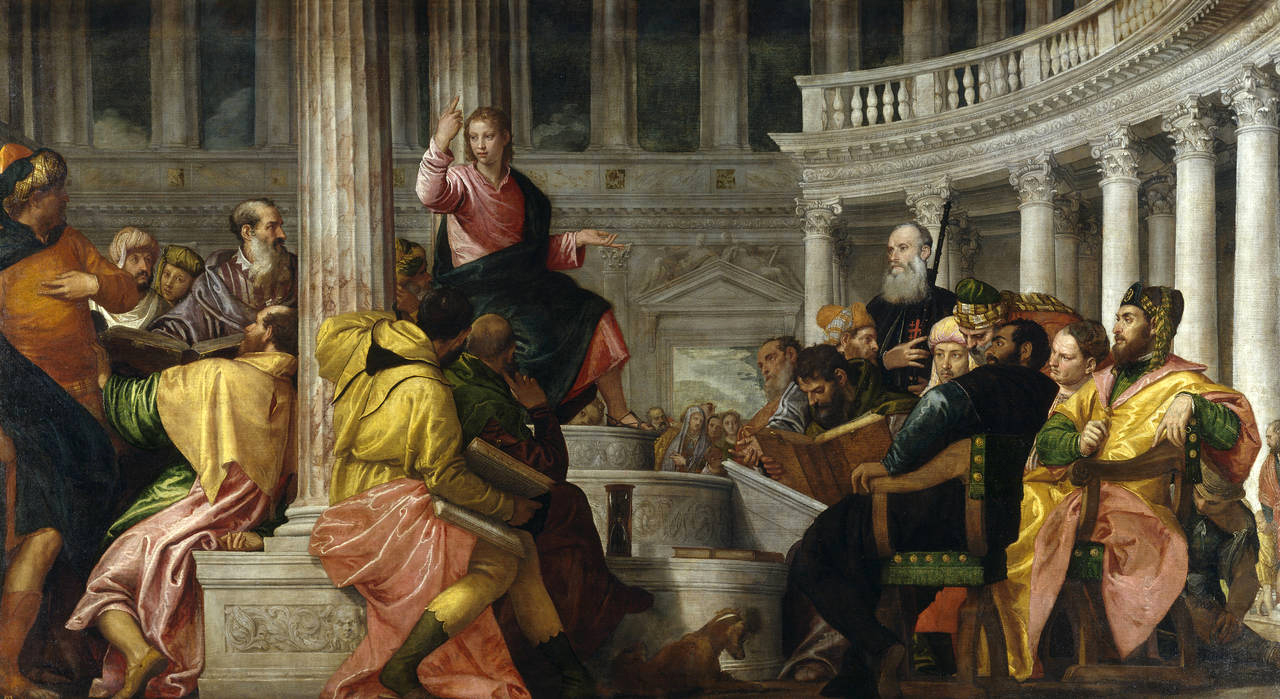
Dwunastoletni Jezus w Świątyni, Paolo Veronese. Wymieniony w inwentarzu z 1686 r. Zakupiony przez Velazqueza we Włoszech (1649-1651)

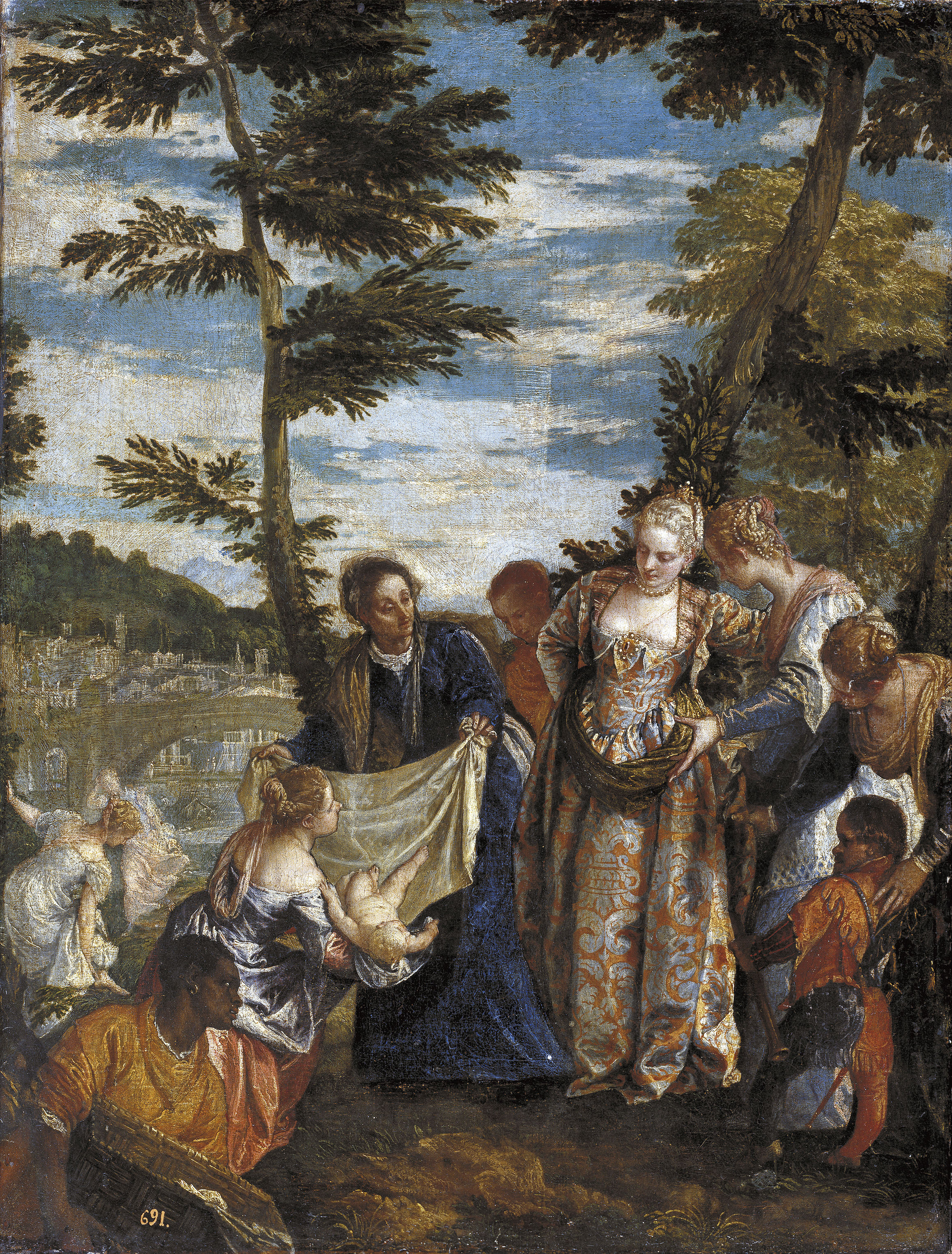
Znalezienie Mojżesza, Paolo Veronese. Wymieniony w inwentarzu z 1666 r.

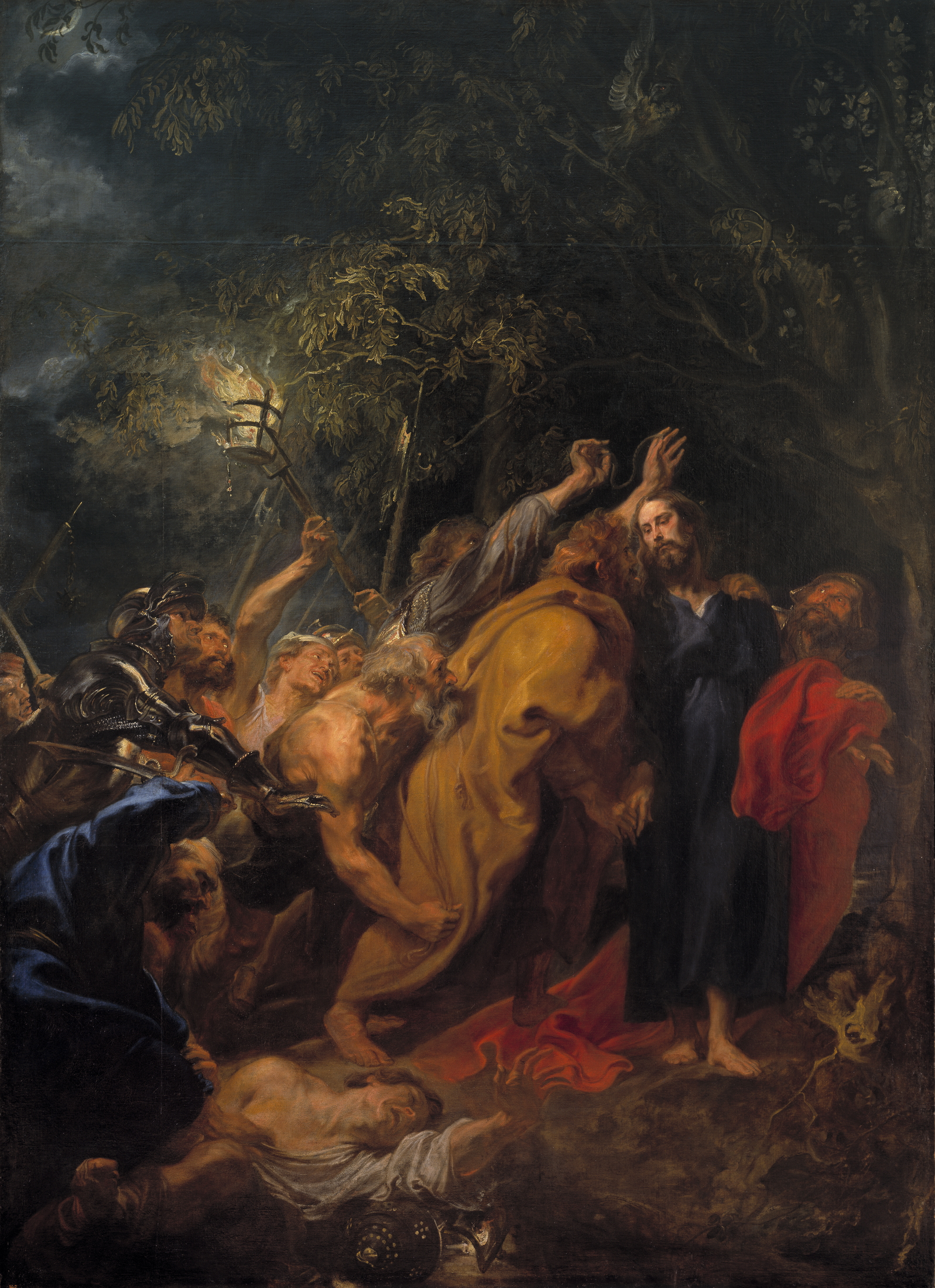
Pocałunek Judasza, Anton van Dyck. Zakupiony z kolekcji Rubensa przez Filipa IV w 1640 r.

W Alkazarze przechowywano największą i najbogatszą w ówczesnej Europie kolekcję malarstwa, powiększaną sukcesywnie od czasów Filipa II (1561). Kolejne inwentarze z lat 1600, 1636, 1666, 1686 i 1700 ukazują bogactwo tych zbiorów. Wykonano również spisy po 1734 r. oraz dodatkowe po śmierci Filipa V.
Stosownie do inwentarza sporządzonego w 1686 r. przez Don Bernabé de Ochoa w Alkazarze znajdowały się następujące obrazy:

### Oryginały
| Imię i nazwisko artysty   | Liczba |
| ------------------------- | ------ |
| Matías de Acevedo         | 2      |
| Federico Barocci          | 2      |
| Bassano Młodszy           | 11     |
| Bassano Starszy           | 15     |
| Hieronim Bosch            | 6      |
| Orazio Borgianni          | 1      |
| Paul Bril                 | 1      |
| Agnolo Bronzino           | 1      |
| Jan Brueghel              | 38     |
| Luca Cambiaso             | 2      |
| Alonso Cano               | 3      |
| Annibale Carracci         | 4      |
| Vincenzo Carducci         | 1      |
| Casiniano (?)             | 1      |
| Alonso Sánchez Coello     | 12     |
| Correggio                 | 5      |
| Pietro da Cortona         | 2      |
| Michael Coxcie            | 1      |
| Albrecht Dürer            | 6      |
| Anton van Dyck            | 19     |
| Luca Giordano             | 6      |
| Giorgione                 | 1      |
| Bartolomé González        | 4      |
| El Greco                  | 8      |
| Guercino                  | 2      |
| Golzio                    | 1      |
| Hermitaño (?)             | 4      |
| Francisco de Herrera      | 1      |
| Luca de Holanda           | 4      |
| Juan de Valdés Leal       | 1      |
| Charles Le Brun           | 1      |
| Jusepe Leonardo           | 1      |
| Marchino (?)              | 2      |
| Juan Bautista del Mazo    | 12     |
| Michał Anioł              | 3      |
| Juan Carreño de Miranda   | 6      |
| Anthonis Mor              | 4      |
| Mario Nuzzi               | 11     |
| Nicolas Poussin           | 3      |
| Juan Pantoja de la Cruz   | 16     |
| Parmigianino              | 6      |
| Palma il Giovane          | 2      |
| Palma il Vecchio          | 1      |
| Sebastiano del Piombo     | 1      |
| Polidoro da Caravaggio    | 2      |
| Pomaranche                | 2      |
| Giulio Cesare Procaccini  | 2      |
| Guido Reni                | 12     |
| Jusepe de Ribera          | 36     |
| Francisco Rizi            | 2      |
| Rubens                    | 62     |
| Cristobal García Salmerón | 1      |
| Rafael Santi              | 7      |
| Andrea del Sarto          | 2      |
| Daniel Seghers            | 4      |
| Massimo Stanzione         | 3      |
| Pieter Snayers            | 26     |
| Antonio Tempesta          | 2      |
| David Teniers             | 7      |
| Tintoretto                | 43     |
| Tycjan                    | 76     |
| Diego Velázquez           | 43     |
| Paolo Veronese            | 29     |
| Leonardo da Vinci         | 7      |
| Daniele da Volterra       | 2      |
| Martin de Vos             | 2      |
| Federico Zuccaro          | 2      |
| Łącznie                   | 614    |

### Obrazy Tycjana

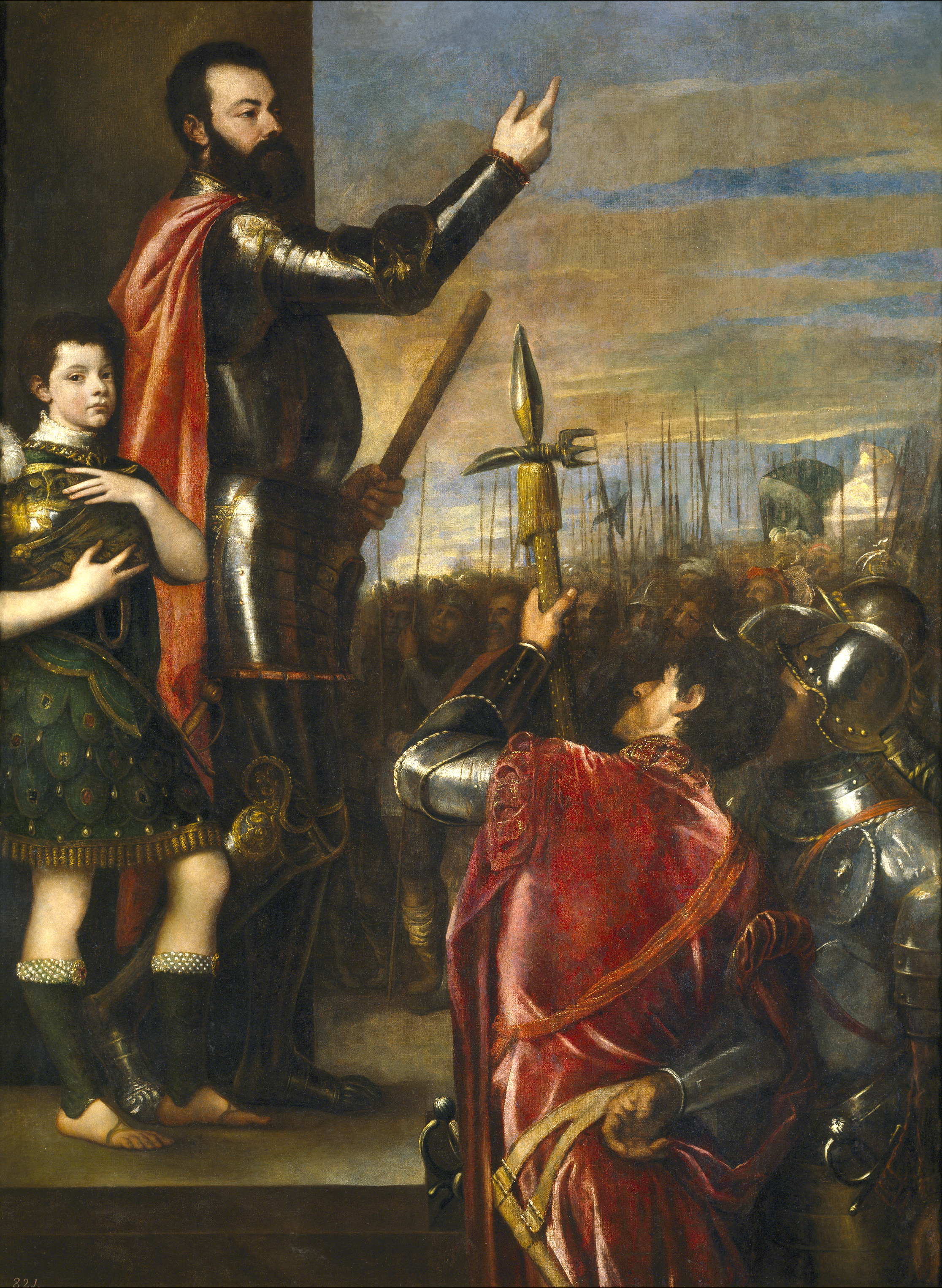
Wymieniony w inwentarzu z 1666 r.
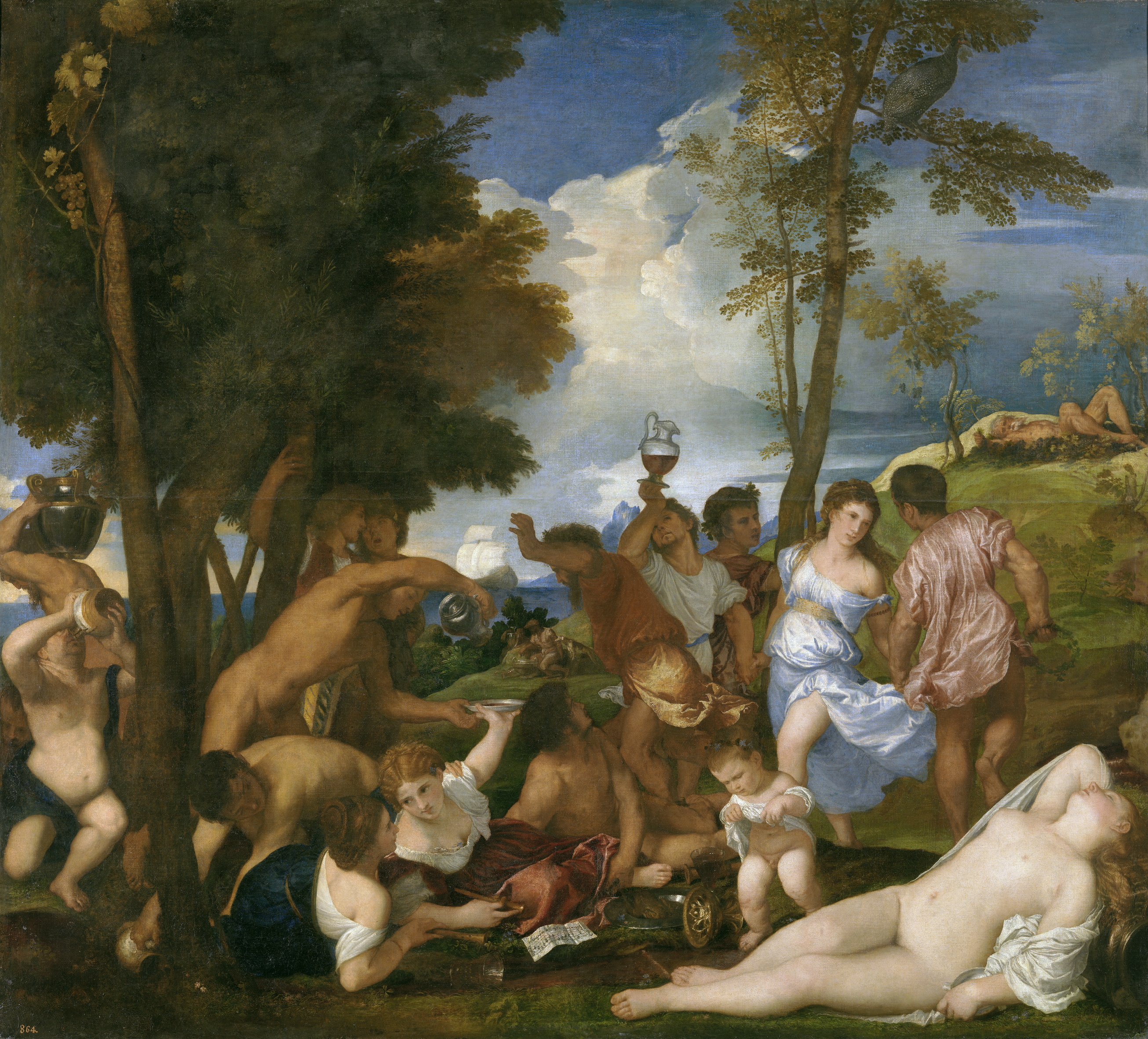
Wymieniony w inwentarzach z 1666, 1686 i 1700 r.
Wymieniony w inwentarzu z 1666 r.
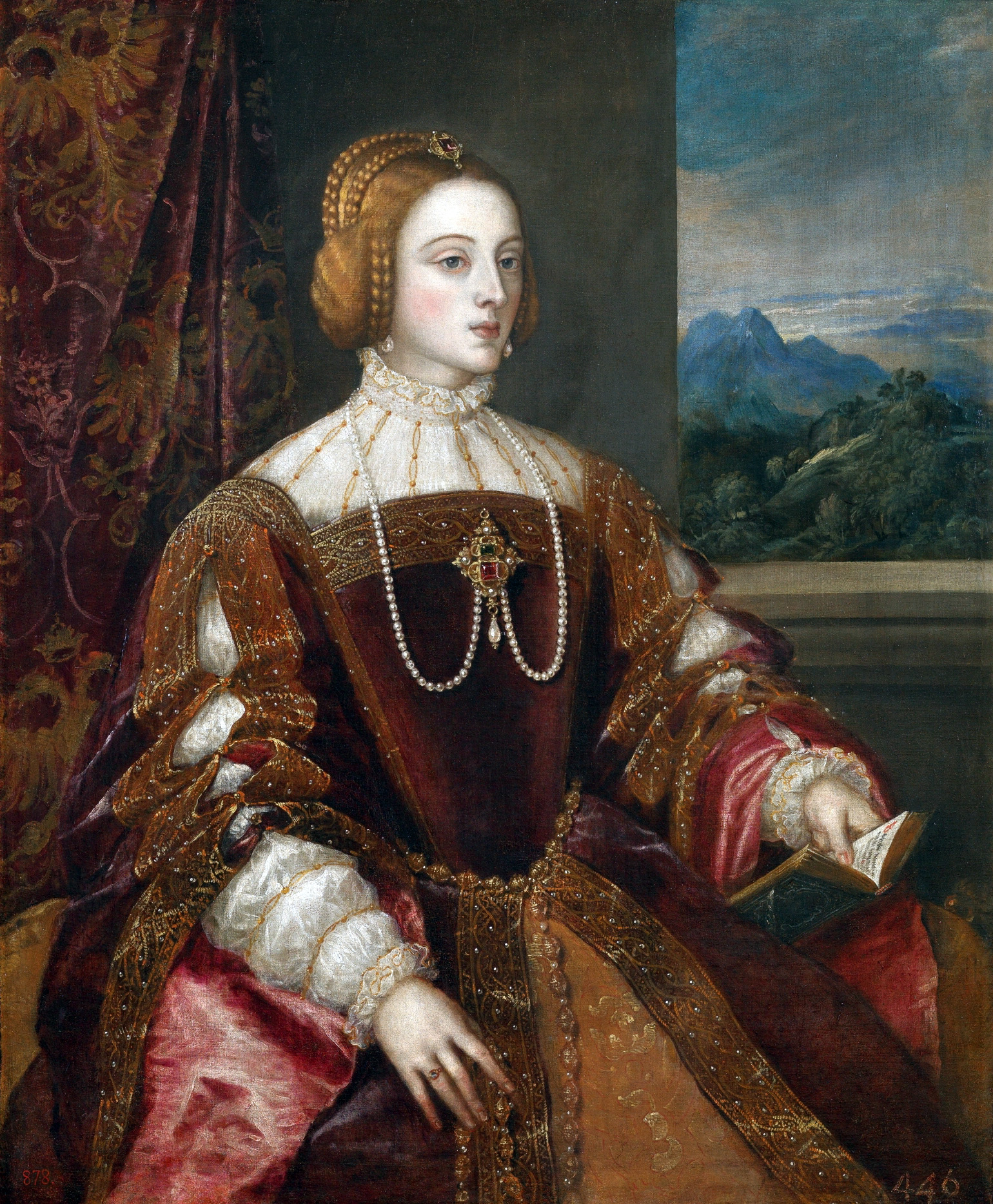
Wymieniony w inwentarzach z 1636, 1666, 1686 i 1700 r.
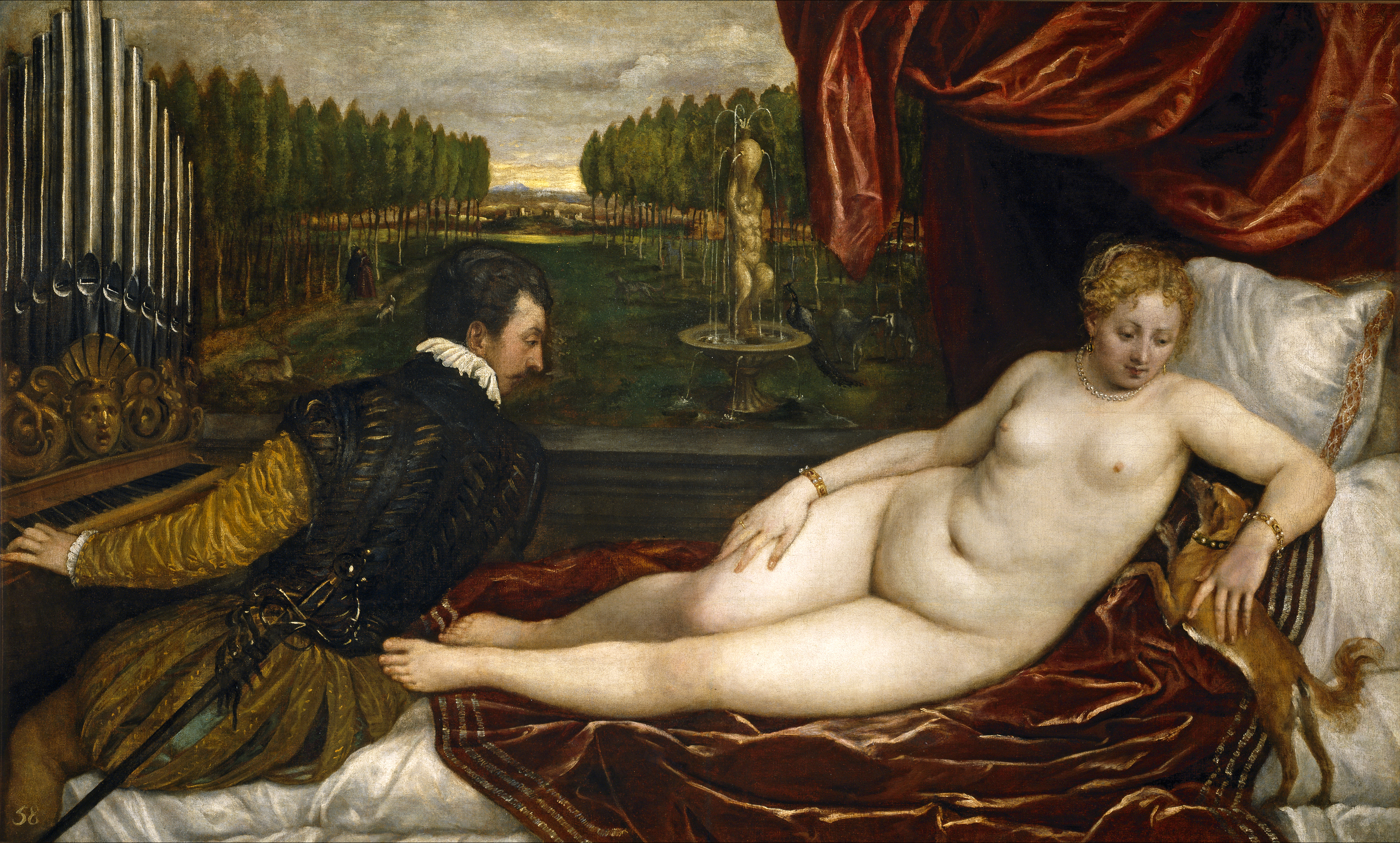
Wymieniony w inwentarzu z 1626 r.
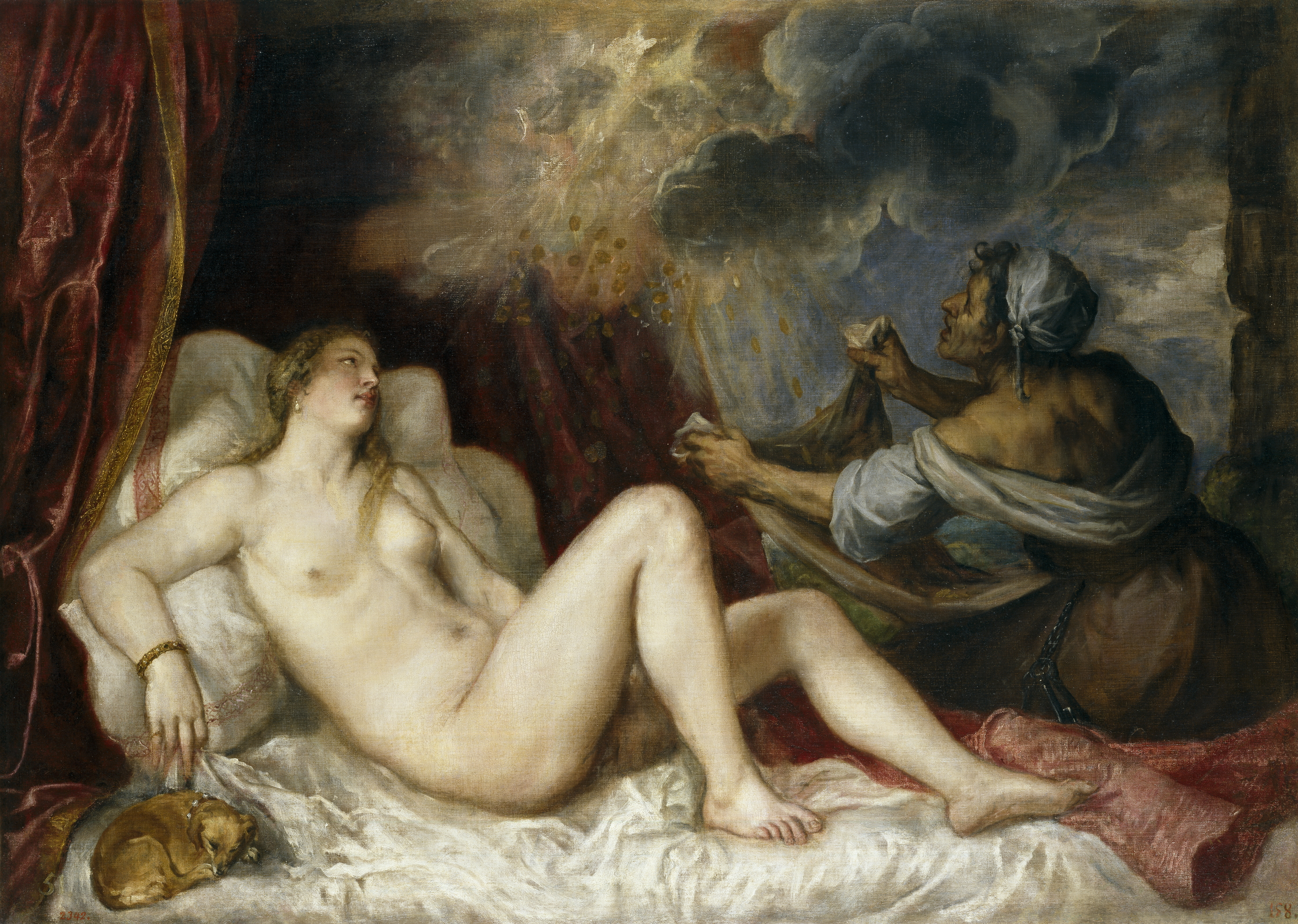
Wymieniony w 1623 r.
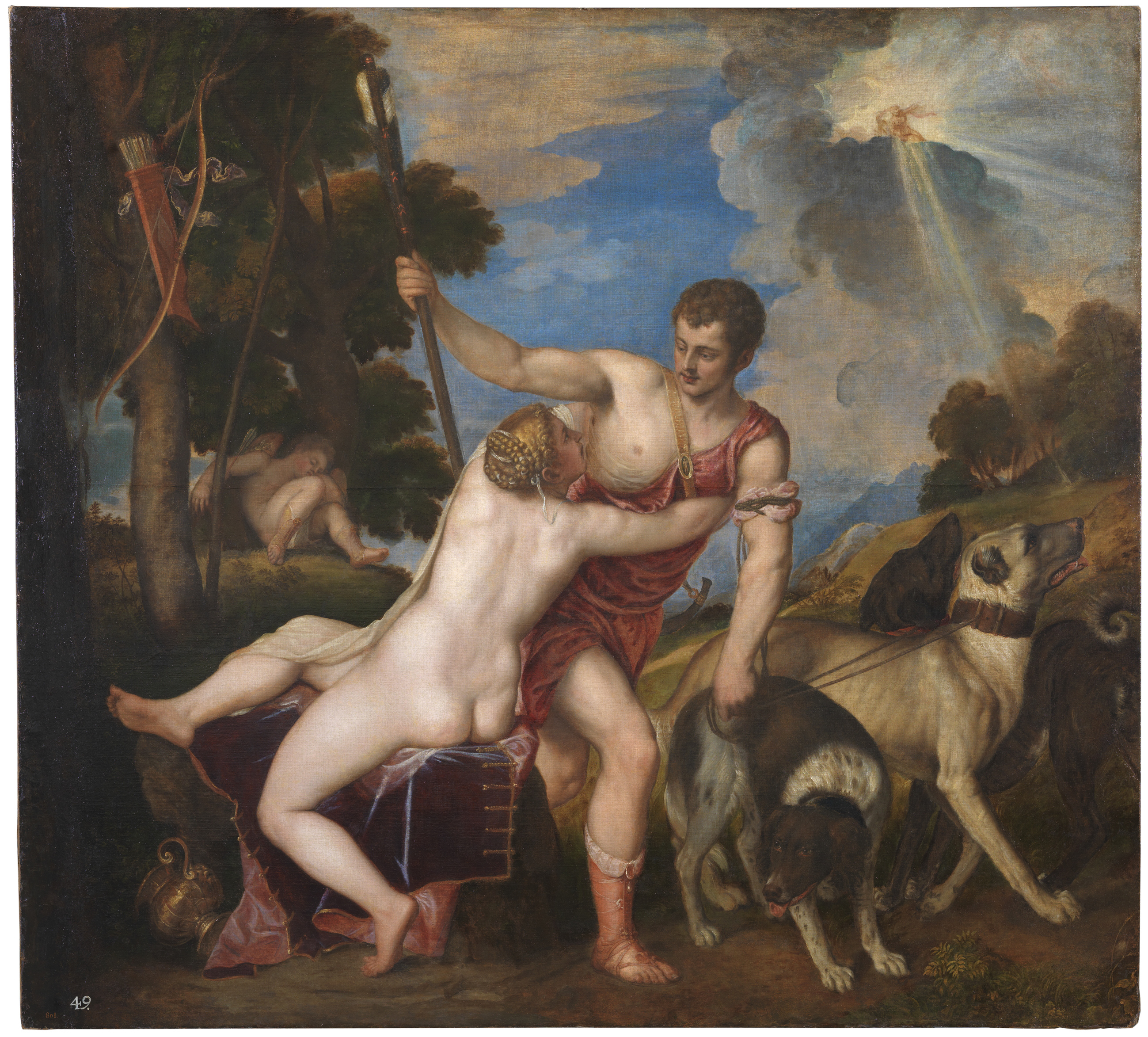
Wymieniony w 1623 r.
Wymieniony w inwentarzu z 1666 r.

### Obrazy Rubensa

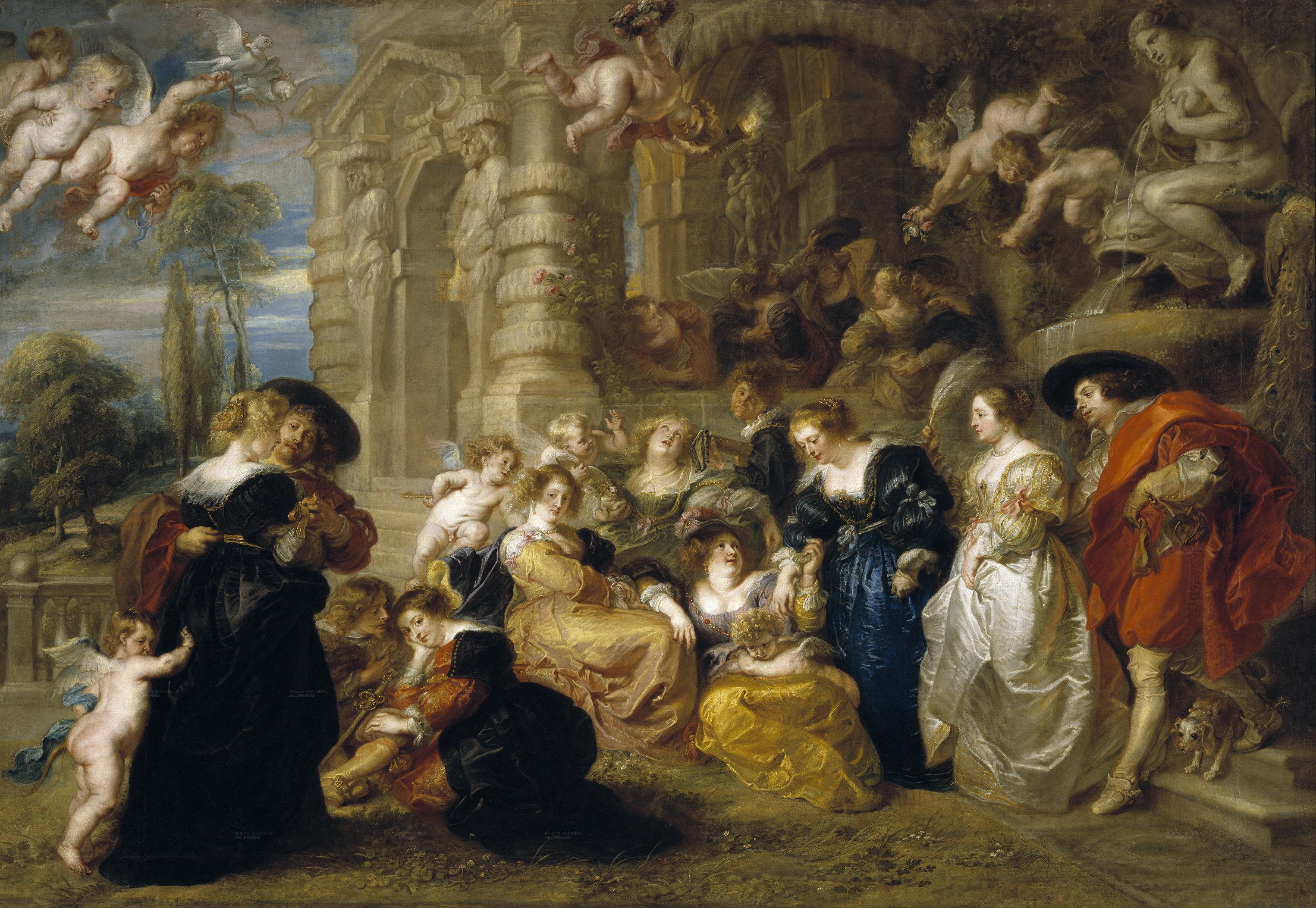
Wymieniony w inwentarzu z 1666 r.
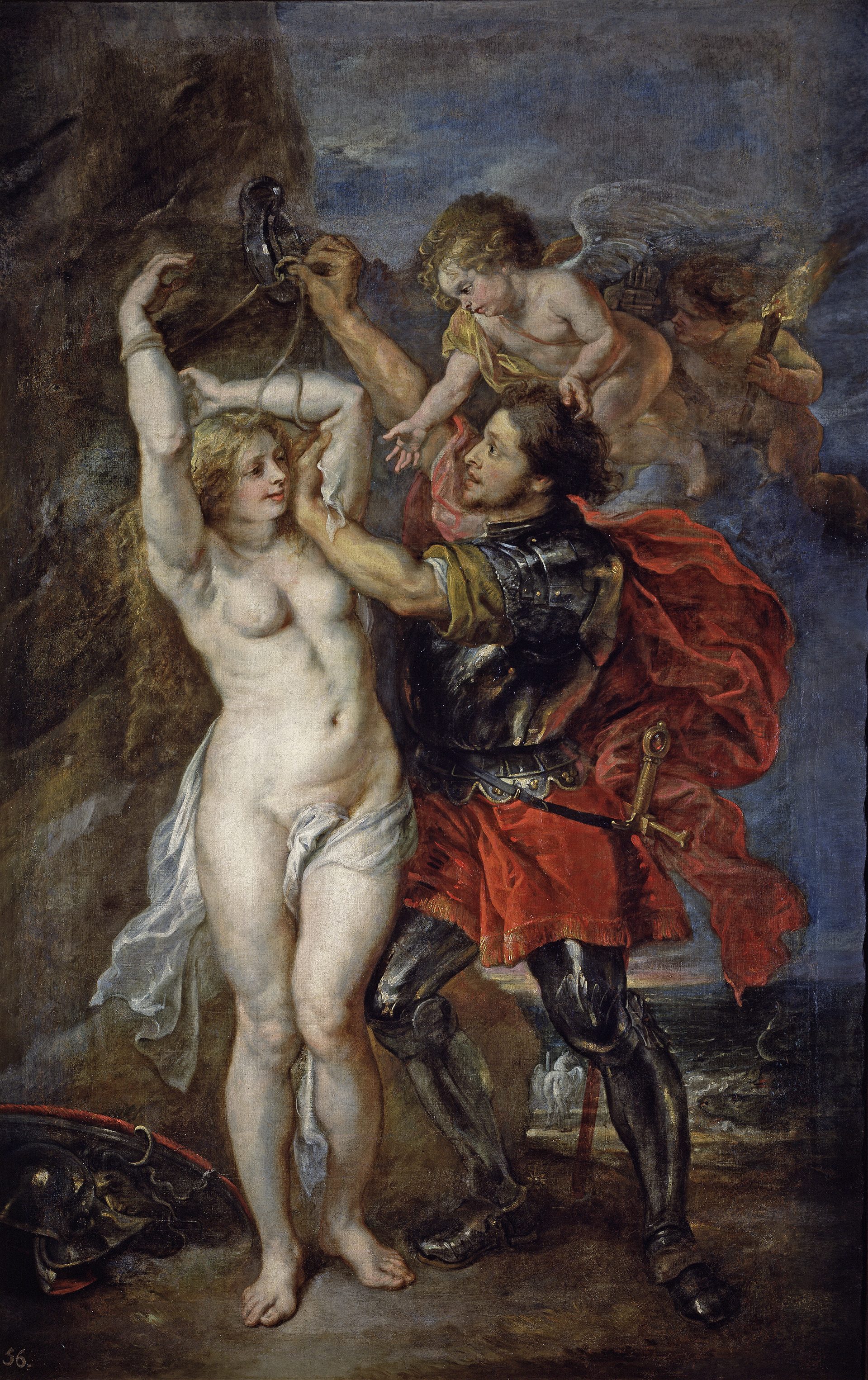
Zakupiony do Salón Nuevo (Salón de Espejos)
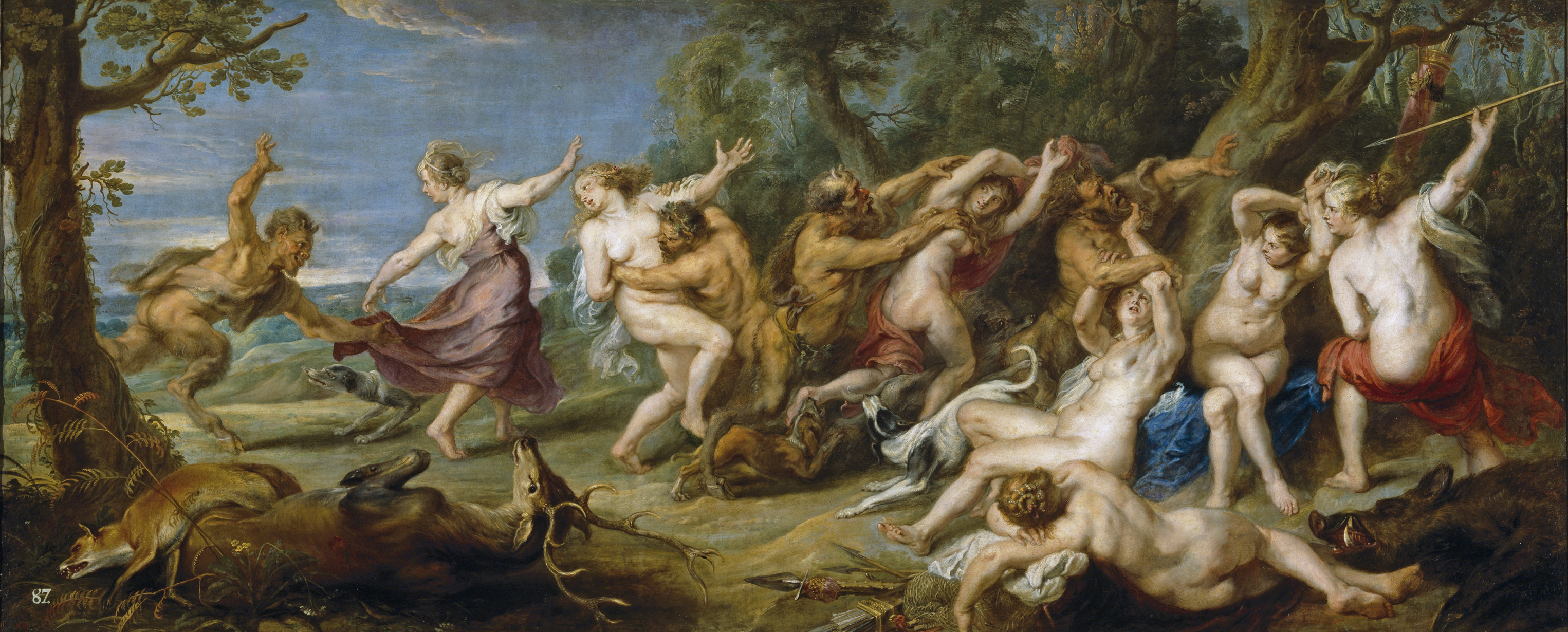
z serii namalowanej do Alkazaru

### Kopie z oryginału
Albrecht Dürer (4), Alonso Cano (1), Anibale Caracci (14), Anton van Dyck (4), Bassano Starszy (4), Correggio (2), Pieter Snayers (3), Guido Reni (3), Jusepe de Ribera (2), Marten de Vos (2), Parmigianino (2), Rafael Santi (6), Rubens (45), Tycjan (28)
Łącznie: 120

### Znane szkoły
hiszpańska (35), włoska (33), francuska (22), flamandzka (103), szkoła Albrechta Dürera (22), szkoła Boscha (10), szkoła Tycjana (1), szkoła Tintoretta (23), szkoła Leonarda da Vinci (1), szkoła Guido Reniego (1), szkoła Carreño de Mirandy (3)
Łącznie: 234

### Obrazy szkół nieznanych
Pinturas de autores y manos no conocidas en las que entran muchos países, al temple, descripciones, mapas y retratos muy antiguos
„Obrazy autorstwa i ręki nieznanych twórców wśród których znajdują się krajobrazy, tempery (obrazy temperą na desce), widoki, mapy i portrety starodawne”.
Łącznie: 579
Wszystkich obrazów w roku 1686 było więc 1547. Wiele bezcennych dzieł sztuki, które zdobiły ściany Alkazaru jest obecnie w posiadaniu zagranicznych muzeów. Kolekcja uszczuplona została już w początkach XVII w. kiedy bigoteryjny i cierpiący na wieczny niedostatek pieniędzy król Filip III, sprzedał (1603) kilka wspaniałych dzieł z kolekcji Filipa II swemu kuzynowi Rudolfowi II. Były wśród nich dzieła ulubionego malarza cesarza Rudolfa Correggia – Porwanie Ganimedesza (obecnie w Kunsthistorisches Museum w Wiedniu), Jupiter i Io (obecnie w Staatliche Kunstsammlungen w Kassel), oraz Leda z łabędziem (obecnie w Gemäldegalerie w Berlinie).

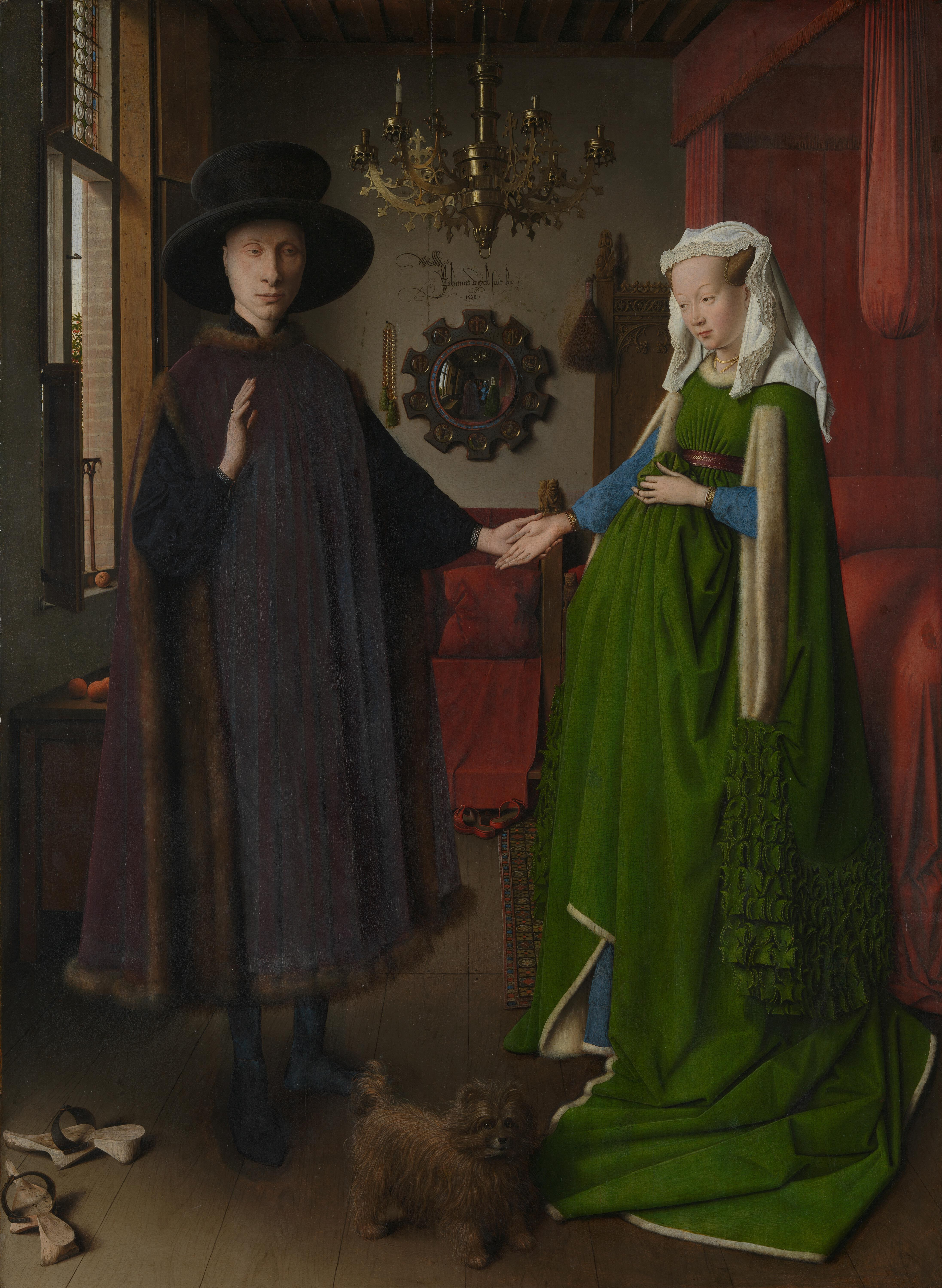
Portret małżonków Arnolfinich, Jan van Eyck

W innych okolicznościach wywędrował z Hiszpanii obraz van Eycka Portret małżonków Arnolfinich (obecnie w National Gallery w Londynie). Dzieło to przywiozła do Hiszpanii w 1556 r. Maria Węgierska, zaś po jej śmierci w 1558 r. obraz przeszedł na własność jej bratanka Filipa II. Portret małżonków Arnolfinich widnieje w inwentarzu obrazów Alkazaru z 1700 r. oraz w wykazie dzieł Nowego Pałacu w Madrycie (Palacio Nuevo) z 1794 r. W czasie wojny o niepodległość obraz stał się łupem angielskiego żołnierza, który po bitwie pod Victorią (1813) uczestniczył wraz z innymi w grabieniu transportu dzieł sztuki z hiszpańskiej kolekcji królewskiej zarekwirowanych przez króla Józefa Bonaparte. Żołnierz zabrał obraz do Anglii, gdzie w 1842 r. został zakupiony przez National Gallery w Londynie. Podobny los spotkał Madonnę della Cesta Corregia ze zbiorów Alkazaru.
Obraz van Eycka ma niezwykle doniosłe znaczenie dla sztuki hiszpańskiej. Będąc jednym z dzieł prezentowanych w Alkazarze był podziwiany przez monarchów, ambasadorów i innych dostojnych gości a przede wszystkim przez malarzy pracujących dla królów Hiszpanii. Portretem małżonków Arnolfinich, zainspirował się Alonso Sánchez Coello malując Portret córek Filipa II. Niewątpliwie podziwiał go Rubens w czasie swych wizyt w Hiszpanii. Najbardziej znaną inspiracją jest jednakże słynne dzieło nadwornego malarza króla Filipa IV, Diego Velázqueza – Las Meninas. Można dopatrzyć się również podobieństw w obrazie Goi Portret rodziny Karola IV.

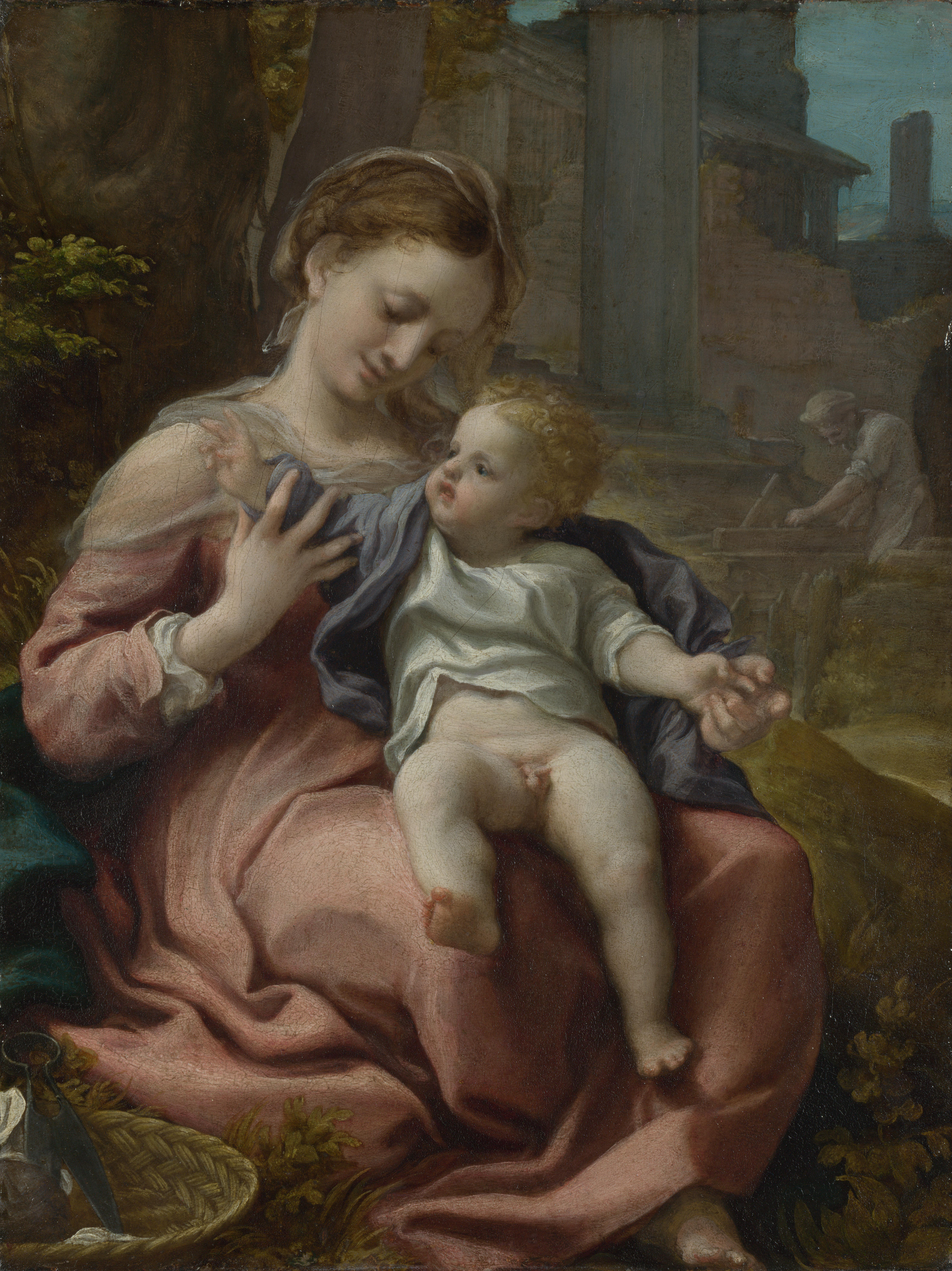
Madonna della Cesta, Correggio
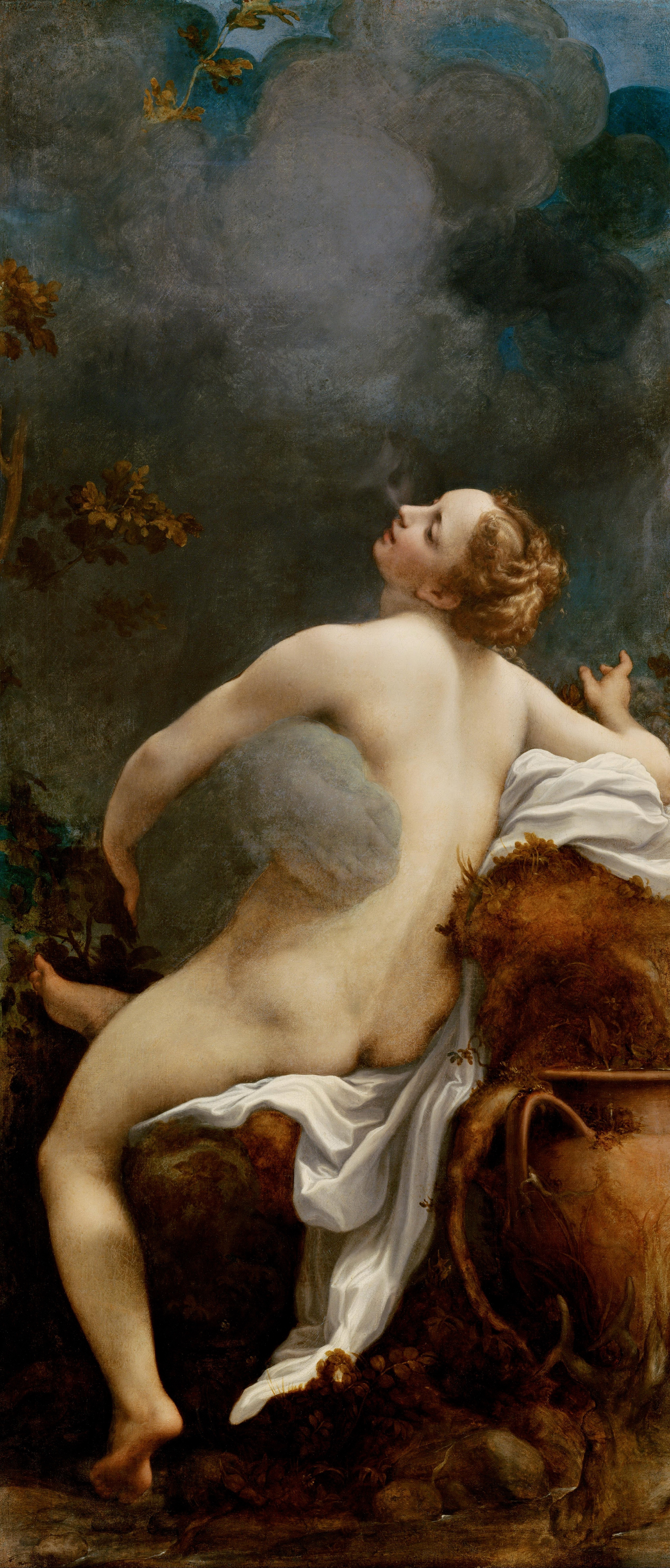
Jupiter i Io, Correggio
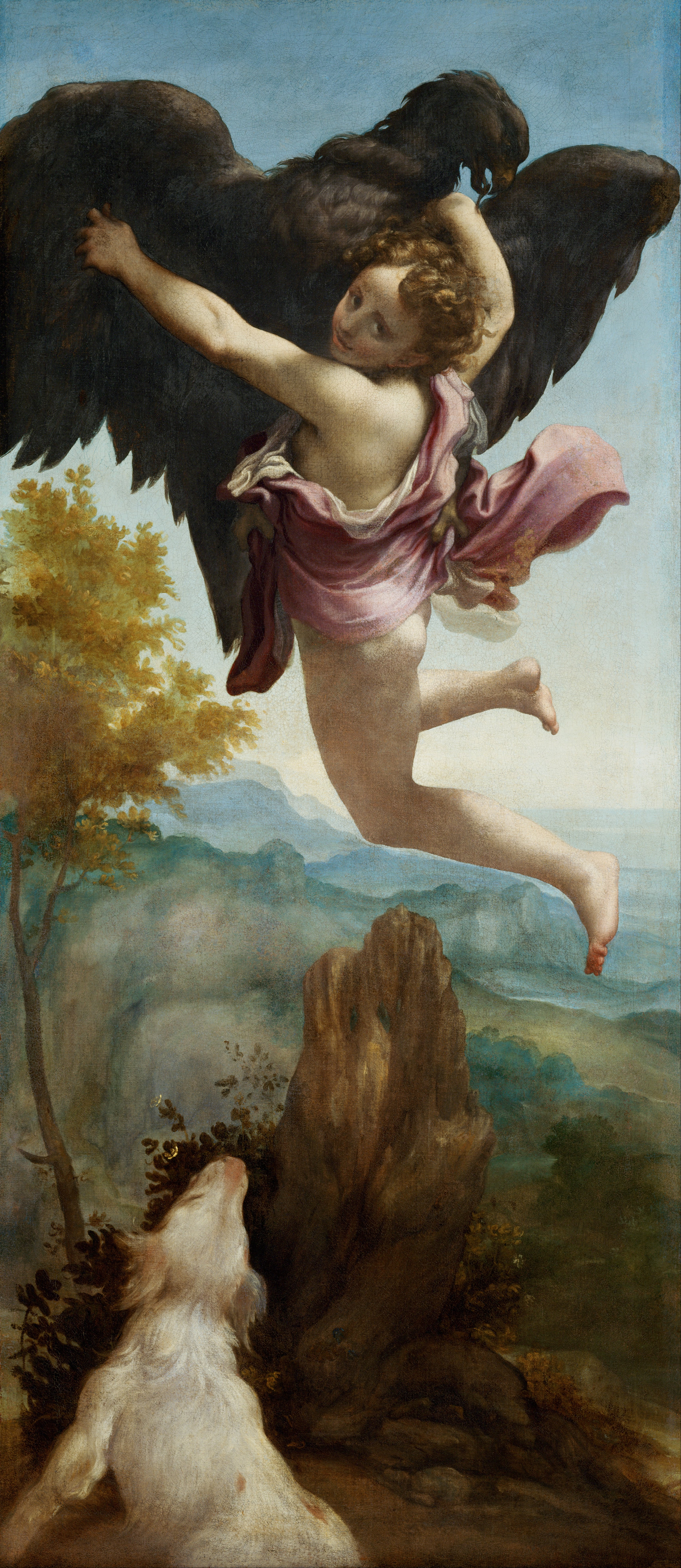
Porwanie Ganimedesza, Correggio
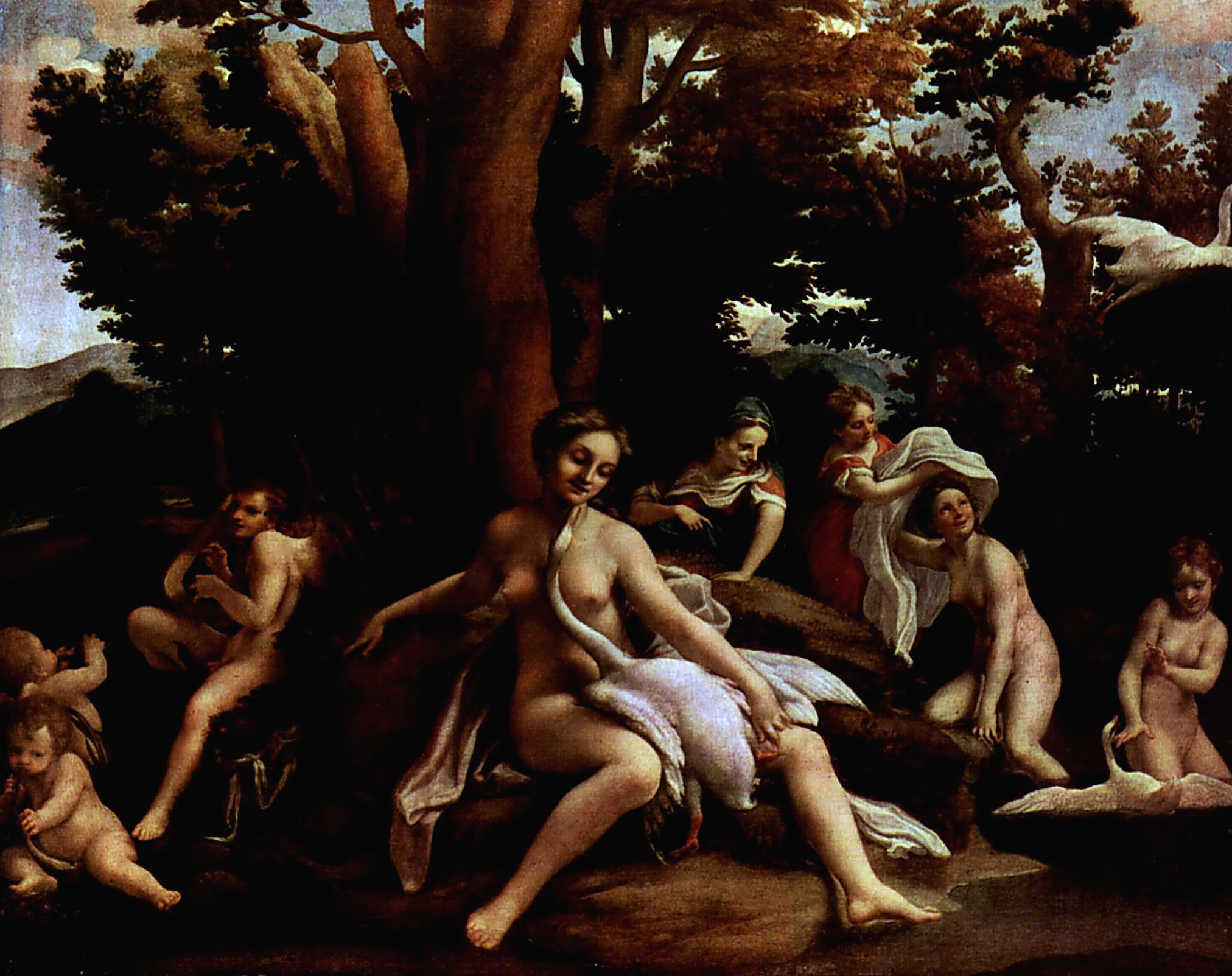
Leda z łabędziem, Correggio

### Pożar

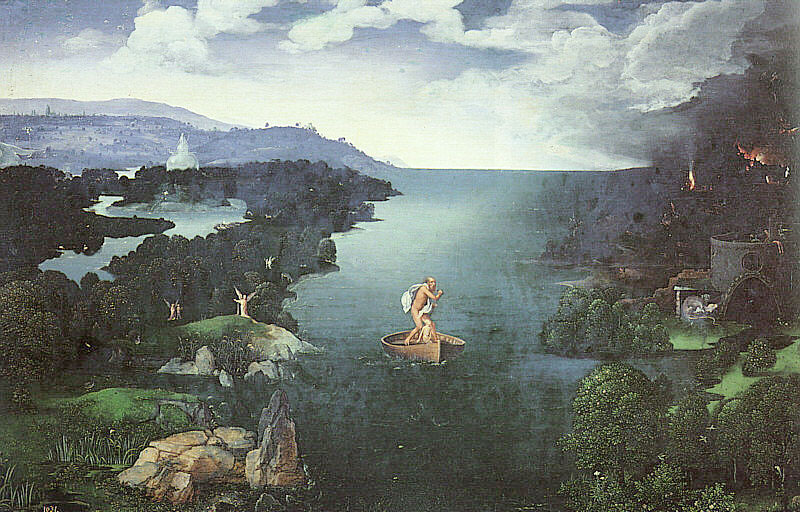
Charon przepływający Styks, Joachim Patenier. Obraz ocalony z pożaru w 1734 r., należał do kolekcji Filipa II

Szacuje się, że przed pożarem w Alkazarze przechowywano w nim już około dwóch tysięcy obrazów z czego bezpowrotnie przepadło około 500. Uratowane z pożogi dzieła sztuki (1038 obrazów) umieszczono w sąsiadujących z Alkazarem budynkach klasztorze św. Idziego (Convento de San Gil), Zbrojowni królewskiej (Armería Real), a także w pałacu arcybiskupa Toledo i w pałacu markiza de Bedmar.
Wśród utraconych obrazów była seria autorstwa Diego Velázqueza Wypędzenie Morysków. Przepadły również trzy z czterech obrazów z serii mitologicznej, również Velazqueza (Apollo, Adonis i Wenus oraz Amor i Psyche), uratowano Merkurego i Argos oraz portret konny króla Filipa IV tegoż malarza.
Spośród dzieł Rubensa przepadł portret konny króla Filipa IV (zachowała się kopia tego obrazu w Uffizi we Florencji) oraz obrazy Tintoretta (Piram i Tysbe oraz Wenus i Adonis) z Salón de los Espejos. Spaliły się także Porwanie Sabinek i Bitwa rzymian Rubensa oraz 20 innych obrazów z Pieza Ochavada.
Z dzieł Tycjana seria Dwunastu Cezarów z Sala Grande, spłonęły dwa obrazy z cyklu czterech Furii (Tantal i Iksjon). Przepadło również kilka dzieł Ribery z okresu włoskiego zakupionych przez Filipa IV jak Jael i Sisera, Samson i Dalila, Wenus i Adonis lub Apollo i Marsjasz i wiele innych.

## Siedziba scentralizowanej administracji
W chwili śmierci Filipa II (1598) istniało 14 centralnych Rad (odpowiedników nowoczesnych departamentów ministerialnych), które przetrwały bez mniejszych zmian do końca panowania Habsburgów w Hiszpanii (1700). Rady były kolegialnymi organami doradczymi podległymi bezpośrednio królowi.

### Rady
|                              |                              |                 |                 | Król         |              |               |               |               |               |
|                              |                              |                 |                 |              |              |               |               |               |               |
|                              |                              |                 |                 |              |              |               |               |               |               |
|                              |                              |                 |                 |              |              |               |               |               |               |
| Kastylii (Consejo Real) 1480 | Kastylii (Consejo Real) 1480 | Inkwizycji 1483 | Inkwizycji 1483 | Zakonów 1495 | Zakonów 1495 | Krucjaty 1509 | Krucjaty 1509 | Aragonii 1481 | Aragonii 1481 |

|             |             |            |            |            |            |            |            |               |               |                      |                      |
|             |             |            |            |            |            |            |            |               |               |                      |                      |
|             |             |            |            |            |            |            |            |               |               |                      |                      |
| Cámara 1518 | Cámara 1518 | Stanu 1523 | Stanu 1523 | Indii 1524 | Indii 1524 | Wojny 1524 | Wojny 1524 | Finansów 1525 | Finansów 1525 | Obras y Bosques 1545 | Obras y Bosques 1545 |

|                 |                 |               |               |  |  |  |  |  |  |
|                 |                 |               |               |  |  |  |  |  |  |
|                 |                 |               |               |  |  |  |  |  |  |
| Portugalii 1582 | Portugalii 1582 | Flandrii 1588 | Flandrii 1588 |  |  |  |  |  |  |

### Działanie i kompetencje
W Alkazarze odbywały się posiedzenia rad, tutaj także miał swoją siedzibę cały aparat pomocniczy. Każda z nich posiadała swój zakres kompetencji: Rada Stanu zajmowała się sprawami zagranicznymi, Cámara – opieką społeczną w Kastylii, Zakonów – trzema zakonami wojującymi w Kastylii, Krucjaty – zarządzaniem podatkiem duszpasterskim o tej nazwie, Obras y Bosques – lasami i budownictwem itd.
W znajdujących się na parterze pałacu salach podejmowano decyzje dotyczące podatków i ceł w imperium, desygnowano kandydatów na ministrów, gubernatorów i wicekrólów różnych prowincji. Tutaj ważyły się losy wielkich fortun bankierów i kupców (dwa ogłoszone bankructwa monarchii hiszpańskiej spowodowały upadek potężnego domu bankowego Fuggerów i wielkie załamanie w sferach finansowych Augsburga, Genui, Antwerpii, Mediolanu i Sewilli – największych ówczesnych ośrodkach finansowo-ekonomicznych). Tutaj decydowano o polityce ekonomicznej imperium, a co za tym idzie całego świata – od srebra Hiszpanii uzależnione były Chiny i Japonia, Hiszpania kontrolowała dopływ złota i srebra do Europy, barwników (np. koszenili z Meksyku niezbędnej do barwienia tkanin na czerwono), korzeni oraz innych towarów z Indii Portugalskich i Nowego Świata oraz szlaki handlowe na Atlantyku i Pacyfiku (Galeon Manilski). Tutaj wreszcie zaciągano kredyty od bankierów i kupców genueńskich i niemieckich, decydowano o rozmieszczeniu potężnej armii i floty, tutaj przybywali ludzie z różnych zakątków imperium by uzyskać wsparcie lub dotacje, bądź stanowisko w administracji lub na dworze, artyści by dostać zmówienie oraz rzemieślnicy, a także ludzie szlachetnie urodzeni i żony żołnierzy by dopominać się o należną im rentę itd.

## Biblioteca Real
Pierwotnie zbiory biblioteczne Filipa II przechowywane były w pomieszczeniach w Złotej Wieży. Biblioteka ta tzw. laurentiana powstała z inicjatywy Filipa II i większość jej zbiorów przeniesiono następnie do Eskurialu, natomiast właściwa biblioteka królewska Alkazaru w Madrycie powstała po wschodniej stronie pałacu i zajmowała osobny budynek między Alkazarem a klasztorem Encarnación na tzw. Placyku Wcielenia (Plazuela de Encarnación). Vicente Carducho w swoich Diálogos de la Pintura (1634) opisał ją jako bibliotekę z książkami w językach kastylijskim, francuskim i włoskim. Pomieszczenia Biblioteki Królewskiej wypełniały również zbiory biżuterii, instrumentów naukowych, „dziwów natury”, freski przedstawiające sceny z Filip II Metamorfoz Owidiusza, obrazy i plany rezydencji królewskich (tzw. sitios reles).
Bibliotekarzem królewskim w I poł. XVII był znany humanista i poeta z Sewilli, Francisco de Rioja, bliski przyjaciel królewskiego valido księcia Olivares.
Budynek Biblioteki królewskiej zburzono w czasach Józefa Bonaparte, przy tworzeniu przyszłego Plaza Oriente.

## Botica Real
Botica Real, czyli Apteka królewska założona przez Filipa II w 1594, obsługiwała w początkach swego istnienia wyłącznie króla, jego rodzinę i osoby przynależące do tzw. Domu królewskiego (Real Casa). Pierwszym aptekarzem głównym (boticario mayor) został Antonio del Espinar, któremu przydzielono trzech pomocników, dwóch pomocników administracyjnych, dwóch robotników i destylatora. W wieku XVII apteka królewska dzieliła się na trzy części:
- la Botica de Reyes y Príncipes – przygotowująca medykamenty wyłącznie dla rodziny królewskiej,
- la Botica del Común – przygotowująca medykamenty dla beneficjentów dworu (criados de Cámara y Casas) i innych osób dysponujących przywilejem królewskim (w czasach Carlosa Nawiedzonego było ich ponad 12 000), był wśród nich także Diego Velázquez,
- la Botica del Camino – apteka podróżna, która towarzyszyła członkom rodziny królewskiej w ich podróżach.

Medykamenty przygotowywano na bazie ziół rosnących w przypałacowych ogrodach (Huerto de la Priora, Jardines de Palacio), oraz ogrodach pobliskiego pałacu Casa de Campo. Od czasu założenia w 1594 r. do pocz. XIX w. Apteka królewska mieściła się w budynku zwanym Casa del Tesoro usytuowanym obok pałacu, który został zburzony na rozkaz Józefa Bonaparte.

## Armería Real

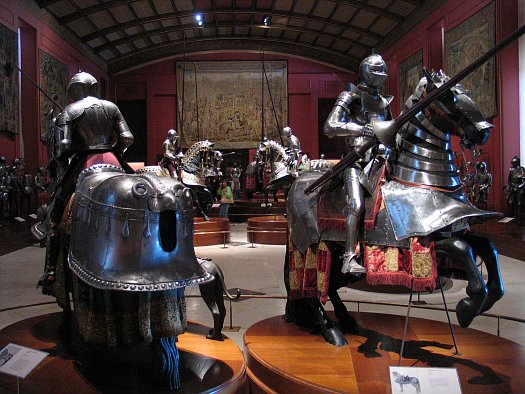
Zbiory dawnej zbrojowni prezentowane w Pałacu Królewskim w Madrycie

Armería Real, czyli zbrojownia królewska usytuowana była pierwotnie przed Pałacem Królewskim w Madrycie. Ten podłużny budynek z bramą prowadzącą na dziedziniec stał w poprzek głównej fasady pałacu. Powstał w latach 1556–1564 według projektu Gaspara de la Vegi. Dolna sala budynku wsparta była na kolumnach, górna zaś mierzyła 63 m długości i 10 m szerokości. Tutaj mieściły się wspaniałe zbiory militariów. Półokrągła brama tzw. Arco de la Armería, wiodąca na plac przed pałacem powstała później w II poł. XVII w. z inicjatywy faworyta królowej Marianny Austriaczki – Valenzueli. Budynek zbrojowni został wyburzony w II poł. XIX w. i obecnie na jego miejscu stoi ażurowe ogrodzenie pałacu królewskiego, zaś zbiory militariów przeniesiono do nowego budynku.